# Gallipoli
Gallipoli (AFI: /ɡalˈlipoli/; Caḍḍìpuli in dialetto salentino) è un comune italiano di 18 868 abitanti della provincia di Lecce in Puglia.
La città, sede vescovile dal VI secolo, si trova lungo la costa occidentale del Salento, protesa sul mar Ionio. È divisa in due zone distinte: il centro storico, che sorge su un'isola di natura calcarea e ha un circuito di circa 1,5 km, e il borgo nuovo, collegato all'isola mediante un ponte in muratura risalente al XVII secolo, in seguito alla qual costruzione si è formato progressivamente il borgo nuovo che si estende ad oggi su un'area superiore a quella di tutta l'isola. A ovest di Gallipoli sorgono l'isola del Campo, l'isolotto chiamato de "Li picciuni" e l'isola di Sant'Andrea che, completamente pianeggiante, si estende per circa 50 ettari.
Gallipoli è stata capoluogo di circondario dal 1860 al 1927. Nel 2015 il paese ha presieduto la Conferenza Permanente delle Città Storiche del Mediterraneo.

## Geografia fisica

### Territorio
Il territorio del comune di Gallipoli, che occupa una superficie di 40,35 km², si affaccia sul mare Ionio con un litorale di circa 20 km. Il centro urbano, situato a 12 m s.l.m., è composto dalla città vecchia, posta su un'isola calcarea collegata alla terraferma con un ponte seicentesco, e dal borgo, che accoglie la parte più moderna del piccolo paese. Il territorio confina a nord con i comuni di Galatone e di Sannicola, a est con i comuni di Alezio e Matino, a sud con il comune di Taviano e a ovest con il mare Ionio. Nel comune di Gallipoli ricade il parco naturale regionale Isola di Sant'Andrea e litorale di Punta Pizzo istituito con legge regionale n. 20 del 10 luglio 2006. A sud della città sfocia il Canale dei Samari.

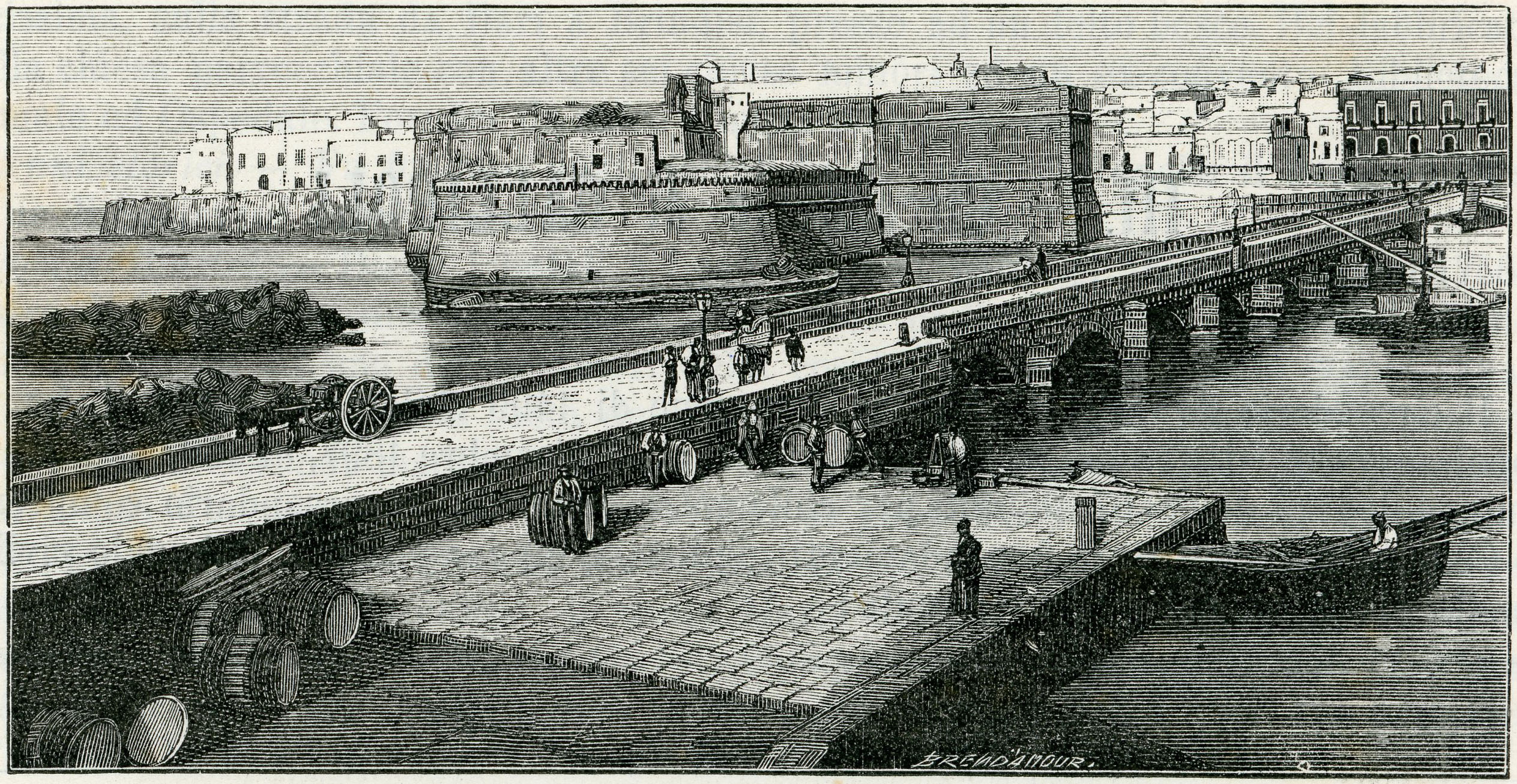
Xilografia di Franz Robert Richard Brendámour (1899).

### Clima
Dal punto di vista meteorologico Gallipoli rientra nel territorio del Salento meridionale che presenta un clima prettamente mediterraneo, con inverni miti ed estati caldo umide. In base alle medie di riferimento, la temperatura media del mese più freddo, gennaio, si attesta attorno ai +9 °C, mentre quella del mese più caldo, agosto, si aggira sui +25,1 °C. Le precipitazioni medie annue, che si aggirano intorno ai 676 mm, presentano un minimo in primavera-estate e un picco in autunno-inverno.
Facendo riferimento alla ventosità, i comuni del basso Salento risentono debolmente delle correnti occidentali grazie alla protezione determinata dalle serre salentine che creano un sistema a scudo. Al contrario le correnti autunnali e invernali da Sud-Est, favoriscono in parte l'incremento delle precipitazioni, in questo periodo, rispetto al resto della penisola.
| Gallipoli                  | Mesi | Mesi | Mesi | Mesi | Mesi | Mesi | Mesi | Mesi | Mesi | Mesi | Mesi | Mesi | Stagioni | Stagioni | Stagioni | Stagioni | Anno |
| Gallipoli                  | Gen  | Feb  | Mar  | Apr  | Mag  | Giu  | Lug  | Ago  | Set  | Ott  | Nov  | Dic  | Inv      | Pri      | Est      | Aut      | Anno |
| -------------------------- | ---- | ---- | ---- | ---- | ---- | ---- | ---- | ---- | ---- | ---- | ---- | ---- | -------- | -------- | -------- | -------- | ---- |
| T. max. media (°C)         | 13,4 | 13,8 | 15,2 | 18,3 | 22,3 | 26,9 | 29,9 | 30,2 | 27,2 | 22,8 | 18,7 | 15,4 | 14,2     | 18,6     | 29,0     | 22,9     | 21,2 |
| T. media (°C)              | 10,5 | 10,7 | 12,3 | 15,1 | 18,7 | 23,1 | 25,9 | 26,3 | 23,6 | 19,6 | 15,8 | 12,7 | 11,3     | 15,4     | 25,1     | 19,7     | 17,9 |
| T. min. media (°C)         | 7,7  | 7,7  | 9,3  | 11,8 | 15,1 | 19,2 | 21,9 | 22,4 | 20,0 | 16,4 | 12,9 | 9,9  | 8,4      | 12,1     | 21,2     | 16,4     | 14,5 |
| Precipitazioni (mm)        | 80   | 60   | 70   | 40   | 29   | 21   | 14   | 21   | 53   | 96   | 109  | 83   | 223      | 139      | 56       | 258      | 676  |
| Umidità relativa media (%) | 79,0 | 78,9 | 78,6 | 77,8 | 75,7 | 71,1 | 68,4 | 70,2 | 75,4 | 79,3 | 80,8 | 80,4 | 79,4     | 77,4     | 69,9     | 78,5     | 76,3 |

- Classificazione climatica di Gallipoli:[14]
  - Zona climatica: C
  - Gradi giorno: 999

## Origini del nome
Il toponimo Gallipoli deriverebbe dal greco classico Καλλίπολις (Kallípolis), che significa "bella città". Esistono altre ipotesi, abbastanza deboli, che prendono spunto dalla denominazione che dà della città Plinio il Vecchio: Senonum Gallipolis, ipotizzando una colonizzazione di un sito messapico già esistente da parte di popolazione celtiche (Galli Senoni).

## Storia

### Periodo preistorico-messapico-greco-romano
Il territorio di Gallipoli, come peraltro tutto il Salento, presenta tracce di frequentazione umana già a partire da tempi antichissimi.
In località Torre Sabea a circa 2 chilometri dalla città, sono stati scoperti i resti di un villaggio neolitico risalente a circa 9 000 anni fa. In esso sito sono stati rinvenuti frammenti di ceramica, alcuni manufatti in selce e piccoli oggetti ornamentali. Di particolare interesse il ritrovamento di una tomba che è stata asportata in blocco e trasportata presso l'Università di Firenze per uno studio approfondito.
In periodo messapico è probabile che il primitivo insediamento fosse denominato "Anxa", vocabolo di difficile interpretazione e probabilmente derivante da una radice italica antica o proto-latina, che potrebbe significare "alta isola". In verità il toponimo Anxa viene citato solo da Plinio il Vecchio e la frase nel quale è contenuto è di dubbia interpretazione:
«Oppida per continentem a Tarento varia, cui cognomen Apulae, Messapia, Aletium; in ora vero Senonum Callipolis, quae nunc est Anxa». Trad. «Nel territorio di Taranto vi sono varie città, denominate come Apulia, Messapia e Alezio; nel golfo (vi è) Gallipoli dei Senoni che ora è (chiamata) Anxa».
La frase pone evidenti interrogativi ed è contraddittoria. Presupporrebbe, infatti, che Gallipoli fosse stata fondata da Galli Senoni e che il toponimo Anxa fosse successivo e non antecedente a quello di Gallipoli. L'unica spiegazione ragionevole è che il testo sia stato erroneamente copiato da un qualche amanuense come già molti studiosi hanno ipotizzato invertendo peraltro i termini Anxa e Kallipolis.
Nonostante non siano mai state ritrovate tracce o reperti di provenienza messapica in Gallipoli, è ragionevole pensare che il sito fosse uno scalo marittimo della vicina Alezio, secondo il classico schema messapico della città nell'entroterra collegata con un porto servente. D'altra parte la possibilità che "Graxa", città messapica segnalata sulla Mappa di Soleto e risalente al V secolo a.C. sia identificabile con Gallipoli è molto recondita. La posizione geografica segnalata dalla mappa si trova relativamente più a nord rispetto a Gallipoli e potrebbe forse essere riferita a Porto Cesareo.
È altrettanto ragionevole pensare che la denominazione greca sia stata data in un periodo successivo e in corrispondenza dell'espansione dei domini della città di Taranto lungo le coste joniche a danno delle comunità messapiche. È ipotizzabile quindi che Anxa diventi Gallipoli e quindi un approdo o una piccola colonia tarantina, nella prima metà del IV sec. a.C., durante il governo di Archita, momento di grande espansione della città lacedemone. Probabilmente fra il 367 e il 360 a.C. La circostanza è confermata da Pomponio Mela, geografo del I secolo d.C., che definisce Gallipoli Graia. Ma effettivamente l'aggettivo Гραί(В)ος (Graivos) viene usato dai popoli dorici, quindi anche dai tarantini, per definire se stessi. Ed in effetti le antiche monete rinvenute nel Salento con l'iscrizione "Гρα" sono monete tarantine, non come spesso erroneamente riferito, gallipoline. Logicamente l'espressione "Graia Kallipolis" del Mela altro non vuol dire che "la tarantina Gallipoli".
Nel periodo successivo il paese conosce un periodo di espansione, entrando a far parte, sebbene con un ruolo di sub-colonia, di quel variegato universo etnico e culturale che fu la Magna Grecia ma in un momento storico in cui il declino della civiltà magnogreca era già cominciato. Certo è che né Taranto né tantomeno la città satellite Gallipoli riuscirono mai a domare la resistenza delle città messapiche se ancora nel 338 a.C. il re spartano Archidamo III, accorso in aiuto di Taranto in uno degli innumerevoli tentativi di espansione ai danni dei Messapi, trovò la sconfitta e la morte, secondo la testimonianza di Plutarco, sotto le mura della città messapica di Mendonion, l'odierna Manduria. Bisogna quindi presumere che l'influenza di Gallipoli si limitasse ai traffici via mare e non avesse particolari possibilità di espansione nell'entroterra. È plausibile però che la città per qualche decennio e fino alla conquista romana, abbia esercitato un certo controllo su una porzione del litorale del Salento jonico delimitato dall'influenza delle messapiche Naretòn (Nardò) a nord e Ozan (Ugento) a sud e su una buona porzione del territorio dell'entroterra come ci riferisce il Ravenna citando autori ancora più antichi.
Le Guerre pirriche che durarono dal 280 al 275 a.C. sancirono la fine delle città sia magnogreche che messapiche come entità politiche indipendenti e Gallipoli seguì il destino delle altre città salentine che diventarono formalmente alleate di Roma ma di fatto colonie soggette al dominio romano. Il Salento ed anche Gallipoli furono completamente assoggettati dai romani nel 260 a.C. La Guerra sociale del 91-88 a.C. portò alla completa romanizzazione dell'Italia meridionale dove anche il Salento e Gallipoli ebbero il vantaggio di essere considerati territorio romano e quindi le popolazioni acquisirono lo status di cittadini romani. Gallipoli ottenne lo status di Municipium e si aprì un lungo periodo di sviluppo e di costruzione di grande opere pubbliche, terme, strade, la cittadina diventa sede di una guarnigione romana. Nel museo diocesano sono presenti due grandi epigrafi tombali di epoca romana e una di queste si riferisce a Giulio Laio comandante della XII legione. Di quest'epoca è probabilmente la costruzione del primo embrione del Castello di Gallipoli, costruito per alloggiare le truppe e a difesa della città. Di epoca greco-romana sono anche le terme, andate distrutte durante le invasioni barbariche nella prima metà del V secolo, che sorgevano nel luogo chiamato "Funtaneddhe" anticamente conosciuto anche come "Corciri".
Fiorente la lavorazione e il commercio della porpora, evenienza attestata dalla presenza sull'Isola di Sant'Andrea dei resti di un edificio dedicato a questa attività.

### Periodo alto medioevale
Alla caduta dell'Impero romano il paese fu vittima delle invasioni di Vandali e dei Goti che quasi certamente distrussero il castello e perlomeno lo danneggiarono notevolmente. Gallipoli fu riconquistata dai bizantini nel 538. Il castello fu ricostruito, la sua esistenza è attestata da una lettera del 599 scritta da Papa Gregorio Magno che si congratulava con il nuovo tribuno bizantino Occiliano e lo invitava a non «abusare del castello di Gallipoli perché esso è di proprietà della Chiesa di Roma».
L'invasione longobarda non toccò la città, d'altronde i Longobardi non possedevano una flotta e le città costiere del Salento durante il periodo non furono mai attaccate. Gallipoli come tutte le città portuali dell'arco jonico in mano a Bisanzio, conobbe un periodo di floridezza sociale e commerciale con intensi flussi di popoli e merci da e verso l'oriente.
Durante l'alto Medioevo appartenne alla Chiesa di Roma nonostante nel Salento la presenza di monasteri e cenobi di rito greco sia molto intensa e il rito greco prevalente su quello romano, l'Abbazia di San Mauro, i cui ruderi sono ancora ben visibili sulla serra che da est guarda alla città, ne è una delle vestigia.
La perdita del dominio sui mari della flotta bizantina con la perdita della base navale di Creta e l'avvento della potenza araba nel Mediterraneo coinvolgono anche Gallipoli. La città viene attaccata ed espugnata nel 915 dagli Arabi che vi rimasero fino al 945. Riconquistata dai Bizantini, fu cancellata dalla città ogni traccia della precedente occupazione e si procedette ad una primo intervento di ristrutturazione e rafforzamento della piazzaforte e del castello non più adatto a sostenere assedi di tipo moderno.

### Periodo svevo e angioino
Con l'arrivo dei Normanni Gallipoli diventerà dominio normanno già nel 1059 con la conquista di Terra d'Otranto da parte di Roberto il Guiscardo.
Il Salento e l'intera Puglia saranno tra il 1061 e il 1071, anno della caduta di Otranto e Bari, ultimi baluardi bizantini in Puglia, conquistati alla causa normanna. Con la riorganizzazione dei domini normanni, alla morte del Guiscardo, Gallipoli farà parte per un breve periodo dei domini di Ruggero "Borsa" figlio del Guiscardo e a partire dal 1086-1088, del Principato di Taranto di cui il primo reggente fu Boemondo I d'Antiochia, figlio primogenito dello stesso Guiscardo e fratellastro di Ruggero. Dopo anni di turbolenze politiche e di guerre fra feudatari, incomincia un periodo di riorganizzazione profonda della struttura amministrativa del Salento con la creazione delle baronie e l'introduzione di una struttura feudale ed una organizzazione sociale relativamente efficiente dopo più secoli di decadenza bizantina dove molti piccoli borghi nascono e vengono di fatto gestiti da istituzione religiose, in particolare di rito greco.
Gallipoli non viene infeudata e rimane sempre una città demaniale gestita da un governatore. La data del 1132 incisa sull'architrave del castello, che è visibile ancora oggi, indica probabilmente una fase di ricostruzione e potenziamento della struttura difensiva, che sarà ripresa poi ancora nel secolo successivo in periodo svevo. Non si hanno documenti che evidenzino assedi o attacchi in questo periodo come ipotizzato da alcuni autori.
Con la morte dell'ultimo re normanno Guglielmo II di Sicilia senza che avesse eredi legittimi nel 1189, Gallipoli come tutto il regno riconosce come sovrano Tancredi di Lecce e alla morte di questi Enrico VI di Svevia ed infine il di lui figlio Federico II di Svevia. Gallipoli rimane uno snodo importante nei commerci nel Mare Jonio, la città vive un periodo di benessere, prestigio e sviluppo testimoniato anche dalla visita di Giovanni III Vatatze, Imperatore di Nicea e genero di Federico II come riportato dal poeta Giorgio di Gallipoli (Georgius Callipolitanus Chartophilax).
Con la Battaglia di Benevento (1266) fra Carlo I d'Angiò e Manfredi di Sicilia, e la sconfitta del figlio dell'Imperatore Federico II, il Regno di Napoli passò dagli Svevi agli Angioini, ma le mai sopite speranze dei baroni svevi di un ritorno agli splendori federiciani e la forte pressione fiscale imposta dagli angioini procurarono ribellioni in tutto il Regno confortati dalla discesa in Italia di Corradino di Svevia ultimo erede dell'Imperatore Federico II. Gallipoli ebbe un importante e tragico ruolo nella contesa fra Svevi e Angioini. Fu il teatro della fine degli Svevi.
Lo scontro finale fra le due casate si ebbe nella Battaglia di Tagliacozzo dove Corradino venne battuto sul campo di battaglia e in seguito imprigionato e decapitato, ma la ribellione anti-angioina non si spense. I feudatari svevi del Salento, ma anche altri provenienti dalla Calabria, dalla Sicilia e dal Napoletano si trincerarono nel castello salentino in un ultimo tentativo di resistenza.
L'Assedio di Gallipoli ebbe inizio già nel 1266 dopo la battaglia di Benevento, la città non riconobbe la nuova autorità angioina, come peraltro la gran parte dei feudi salentini che rimasero formalmente fedeli agli Hohenstaufen, divenne durissimo dal novembre del 1268 con l'invio di ingenti forze da parte di Carlo I d'Angiò che aveva l'intenzione di sradicare per sempre ogni resistenza sveva dal regno. L'assedio durò fino agli inizi d'aprile del 1269 quando gli angioini, dopo quasi 2 anni, riuscirono a sfondare le difese e la città capitolò. I baroni salentini a difesa della città, guidati da Glicerio da Matino, figlio dell'ex Giustiziere di Capitanata e già consigliere di re Manfredi Gervasio de Matino, si difesero strenuamente in quella che fu l'ultima resistenza degli Svevi contro l'invasore angioino.
Alla caduta della città, 33 dei baroni difensori di Gallipoli, il fior fiore dell'aristocrazia salentina, furono impiccati nel cortile del castello gallipolino, alcuni altri furono rimandati in catene nei propri feudi e li impiccati nelle piazze. Il capo della resistenza, Glicerio fu invece arrestato e condotto prigioniero nella fortezza di Brindisi dove la vendetta angioina fu terribile: su espresso ordine del re angioino fu torturato, quindi fatto trascinare da un cavallo per le strade della città e poi impiccato il 22 aprile 1269. Per intercessione della Regina d'Ungheria Elisabetta Cumana, suocera di Carlo I, fu invece risparmiata la vita al vecchio padre Gervasio e ai suoi familiari «Gervasio de Matino, Peregrinae eius uxori, Gervasillo, Joannuccio et Perrello nepotibus eorum captivis in castro Brundusii, provisio pro liberatione ad praeces egregiae dominae illustris Reginae Hungariae carissimae affinis nostrae».
La città subì un saccheggio feroce e rasa al suolo e i cittadini che non riuscirono a fuggire furono trucidati. I gallipolini superstiti furono costretti a rifugiarsi nei paesi vicini, in special modo nella vicina Alezio che da questi eventi ebbe un nuovo impulso dopo secoli di abbandono ed oblio, e a Casarano, la diocesi e la sede vescovile fu spostata a Nardò. Gli anni successivi rappresenteranno il periodo forse più buio della storia per Gallipoli e i gallipolini. Gallipoli scompare dalle carte geografiche. La caduta e la distruzione di Gallipoli segnò la fine di ogni speranza sveva e dei decenni degli splendori dell'epoca di Federico II di Svevia, il Puer Apuliae Stupor Mundi e dei suoi successori. Il periodo angioino segnerà un periodo di fortissima pressione fiscale e di regressione economica per il Salento e per l'intero regno che durerà fino all'inizio del XV secolo e all'avvento degli Aragonesi. La popolazione globale del Regno di Napoli diminuirà infatti nel secolo successivo da 3,4 a 1,7 milioni di abitanti.
La ricostruzione ebbe inizio probabilmente intorno al 1327, ma ancora all'epoca non vi era altro che qualche misera casupola se Roberto d'Angiò in quell'anno in visita ispettiva in Terra d'Otranto bivaccò in Gallipoli «nella curte detta dei Reggi dietro il Convento di S. Francesco di Paola quali sono oggi le peggiori e meschine abitazioni che vi sieno in Gallipoli», non essendoci nessun altro luogo dove alloggiare. La città comincia lentamente a ripopolarsi nei decenni successivi, nel 1364 i discendenti dei gallipolini «si andavano ritirando dal territorio per abitarla». La città sembra essere stata ampiamente ricostruita nel 1385 e il castello perlomeno in qualche misura ripristinato nelle sue funzioni difensive.
Nel 1414 la città riceve dalla regina Giovanna II una serie di privilegi, fra i quali il diritto di «Zecca di pesi e misure», testimonianza di un nuovo impulso commerciale della città. Sono di questo periodo infatti le prime relazioni commerciali documentate fra Gallipoli e Venezia dove si comincia ad esportare grano e vino.

### Il periodo aragonese

Antonio Guardi Jacopo Marcello ordina l'assalto di Gallipoli.

Nell'ambito delle tante guerre che tormentarono il territorio italiano nel XV secolo anche Gallipoli fu vittima di un'aggressione da parte delle truppe della Repubblica di Venezia.
L'episodio è inserito nel contesto della Guerra di Ferrara (1482-1484). La strategia veneziana nell'occasione prevedeva di creare più fronti contemporanei per distogliere dal teatro principale di guerra le truppe napoletane. Quindi Venezia decise di inviare una nutrita flotta ad attaccare Ferrante d'Aragona, re di Napoli, direttamente nei suoi possedimenti.
Il 16 maggio 1484 apparve al largo della rada di Gallipoli una flotta di navi da guerra venete. Alcune fonti parlano di 70 navigli di varia grandezza ma il numero esatto è di difficile verifica.
Dopo il rifiuto di una resa, i veneziani fecero sbarcare 7000 soldati destinati ad assediare la città via terra. Nonostante i tentativi dei gallipolini di impedire un assedio sia dal mare che da terra già l'indomani i veneziani erano riusciti a costituire un valido fronte sulla terraferma.
Dai documenti dell'epoca si evince che le fortificazioni della città ed del castello, vecchie ormai di quasi 2 secoli, distrutte dagli angioini e poi sommariamente ripristinate nel XIV secolo, erano in pessime condizioni e non in grado di respingere un attacco in forze. In ogni caso i gallipolini si difendono tenacemente e durante i feroci combattimenti viene ucciso con un colpo di bombarda il comandante generale della spedizione Jacopo Marcello. Il ruolo di guida della spedizione veneziana venne assunto da Domenico Malipiero comandante della flotta.
La mattina del 19 maggio la città, dopo 8 ore di combattimento, fu espugnata. Le cronache parlano di 500 caduti fra i veneziani e circa 240 fra i gallipolini fra i quali 40 donne. La città sarà saccheggiata e, ancora una volta nella sua storia, devastata.
I Veneziani, una volta insediatisi nella piazzaforte gallipolina, dilagarono nel territorio e occuparono Galatone, Copertino, Leverano, Veglie, Maruggio, Parabita, Casarano, Matino, Racale, Alliste, Felline e Supersano, mentre Ugento e Ceglie, pure occupate dai soldati di San Marco, furono presto riconquistate dalle truppe dei baroni locali, i rinforzi promessi da re Ferrante arrivarono in notevole ritardo, Federico d’Aragona con le sue navi si affacciò nelle acque del golfo gallipolino solo il 9 luglio – 53 giorni dopo l’arrivo dei Veneziani – e l’esercito, affidato al comando di Ferrandino, figlio di Alfonso, raggiunse il Salento solo a fine luglio. In questi quasi tre mesi i Gallipolini e gli abitanti del circondario subirono saccheggi e violenze d'ogni genere.
In seguito alla Pace di Bagnolo, Gallipoli e i castelli salentini occupati furono restituiti agli Aragonesi. (Pietro Curneo, De bello ferrariensi commentarius etc. In L. A. Muratori, Rerum italicarum scriptores etc. C. 1.217, t. 21. Milano, 1732)
Ferrante ricompensò Gallipoli e i suoi abitanti e tutti gli abitanti dei casali limitrofi così duramente colpiti con privilegi e concessioni: rifornì il castello di artiglieria, concesse l'esenzione da tasse e tributi, ricostituì la Diocesi con il Vescovado che era stato spostato a Nardò ormai da oltre 2 secoli, diede disposizioni di ripopolare la cittadina con persone provenienti dai casali vicini. In una lettera inviata al comune di Gallipoli definì i gallipolini "Magnifices et nobiles viri nostri dilectissimi".
Ancora pochi anni dopo, nel 1501, con la spedizione nel Regno di Napoli di Ferdinando il Cattolico contro Federico d'Aragona, Gallipoli subì l'assedio del Gran Capitano Gonzalo Fernandez De Cordoba.
La lunga guerra fra spagnoli e francesi all'inizio del XVI secolo, per il dominio nel regno di Napoli ebbe uno dei suoi scenari anche in Terra d'Otranto. Nella primavera del 1528 le truppe francesi attestate a Ugento e Parabita, feudi del conte Francesco Orsini del Balzo, apertamente filo-francese, attaccarono più volte i territori del gallipolino. In Gallipoli si era rifugiato peraltro il comandante delle forze spagnole della provincia, il marchese di Atripalda Alfonso Granai Castriota.
Il Castriota riesce ad organizzare una forza di 600 armati fra i gallipolini, attrezzati anche con un cannone agli ordini del nipote Pirro Castriota.
La mattina del 13 luglio 1528 i 600 gallipolini, insieme alla forze spagnole di stanza, escono dalla città e agganciano le forze francesi in contrada "Pergolaci", nelle campagne fra Gallipoli ed Alezio. Si accende uno scontro violento fra gallipolini-spagnoli e i francesi che alla fine si danno alla fuga inseguiti dai gallipolini fino al castello di Parabita e quindi all'interno dell’abitato. Molti Francesi cadono sul campo mentre molti altri vengono fatti prigionieri. Il Castriota prende possesso di Parabita e la cede a Gallipoli, insieme a quattro pezzi di artiglieria francesi. Nel luogo dello scontro esiste ancora una cappella dedicata a Santa Maria della Vittoria.

### Il periodo Borbone

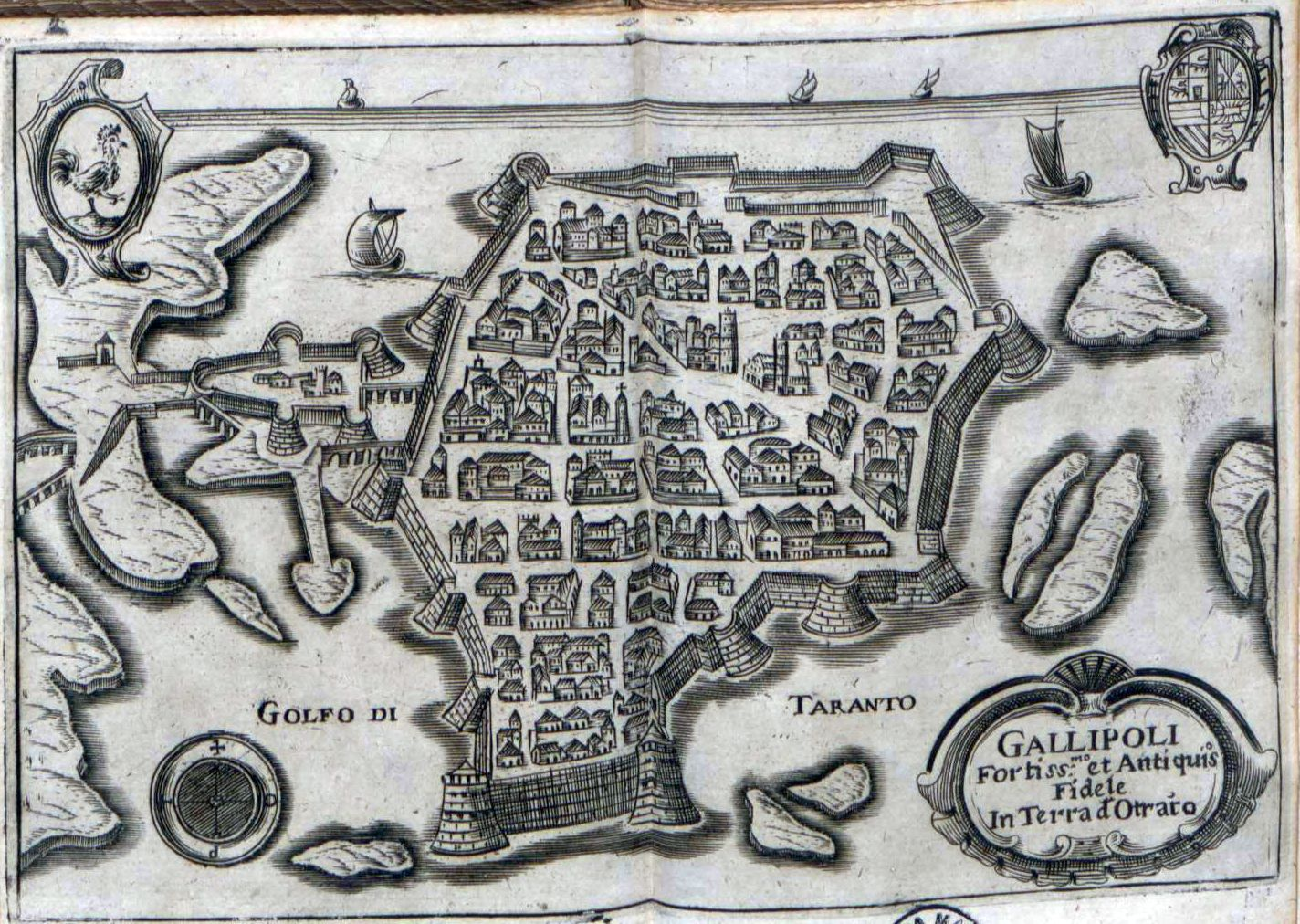
Gallipoli. Tavola tratta da Itinerario overo nova descrittione de' viaggi principali d'Italia, nella quale si ha piena notitia di tutte le cose più notabili, & degne d'esser vedute, 1647

Dopo le complesse vicende legate alle guerre di successione europee, monarca del Regno di Napoli diventa, nel 1734, Carlo I di Borbone, figlio del re di Spagna Filippo V e dell'italiana Elisabetta Farnese.
Si apre per tutto il regno ed anche per Gallipoli un periodo di pace, grande fermento e sviluppo. In questi anni cominciano i lavori per il potenziamento del porto che fin a quel momento era rappresentato da una baia naturale e poco più, lavori che continueranno anche con il successore di Carlo, Ferdinando I di Borbone, che divenne nel Settecento la più importante piattaforma del Mediterraneo per il commercio dell'olio lampante.
A Gallipoli si insediarono ambasciate di diversi Paesi europei. Il commercio dell'olio, quotato in borsa a Londra, proveniente da tutto il circondario e imbarcato a Gallipoli, diede un impulso economico e architettonico straordinario alla città. Di questo periodo sono la gran parte delle chiese e dei palazzi signorili della città, concreta dimostrazione del periodo di benessere.
Il 10 febbraio 1799 si scatenò una rivolta popolare filo-Borbone capitanata dal portolano Antonio McDonald contro il governo filo-francese. Furono assaliti e saccheggiati i palazzi nobiliari di Gallipoli, e i proprietari di questi ultimi vennero imprigionati nelle carceri segrete del castello dove molti di loro morirono poco dopo.
Nell'agosto del 1809, nell’ambito delle guerre napoleoniche, Gallipoli subì il blocco navale della marina militare inglese. Il blocco sfociò in un attacco vero e proprio quando, il 24 e il 25 di agosto, gli inglesi iniziarono a cannoneggiare le mura ed il castello. In questi due giorni vennero sparati dalle navi inglesi 700 colpi di cannone, senza però riuscire a conquistare la città. Il blocco navale inglese ai danni del Regno di Napoli durante il periodo murattiano portò all'interruzione dei commerci che alimentavano Gallipoli e ad un momento di crisi profonda.
La città ebbe nel periodo dignità di distretto divenendo nel 1806 il capoluogo di una delle suddivisioni amministrative del Regno delle Due Sicilie, subordinata alla provincia di Terra d'Otranto. Al ritorno dei dinasti Borbone, nel 1816, i traffici commerciali della città ripresero intensamente e continuarono ininterrottamente fino a quasi la fine del secolo. 

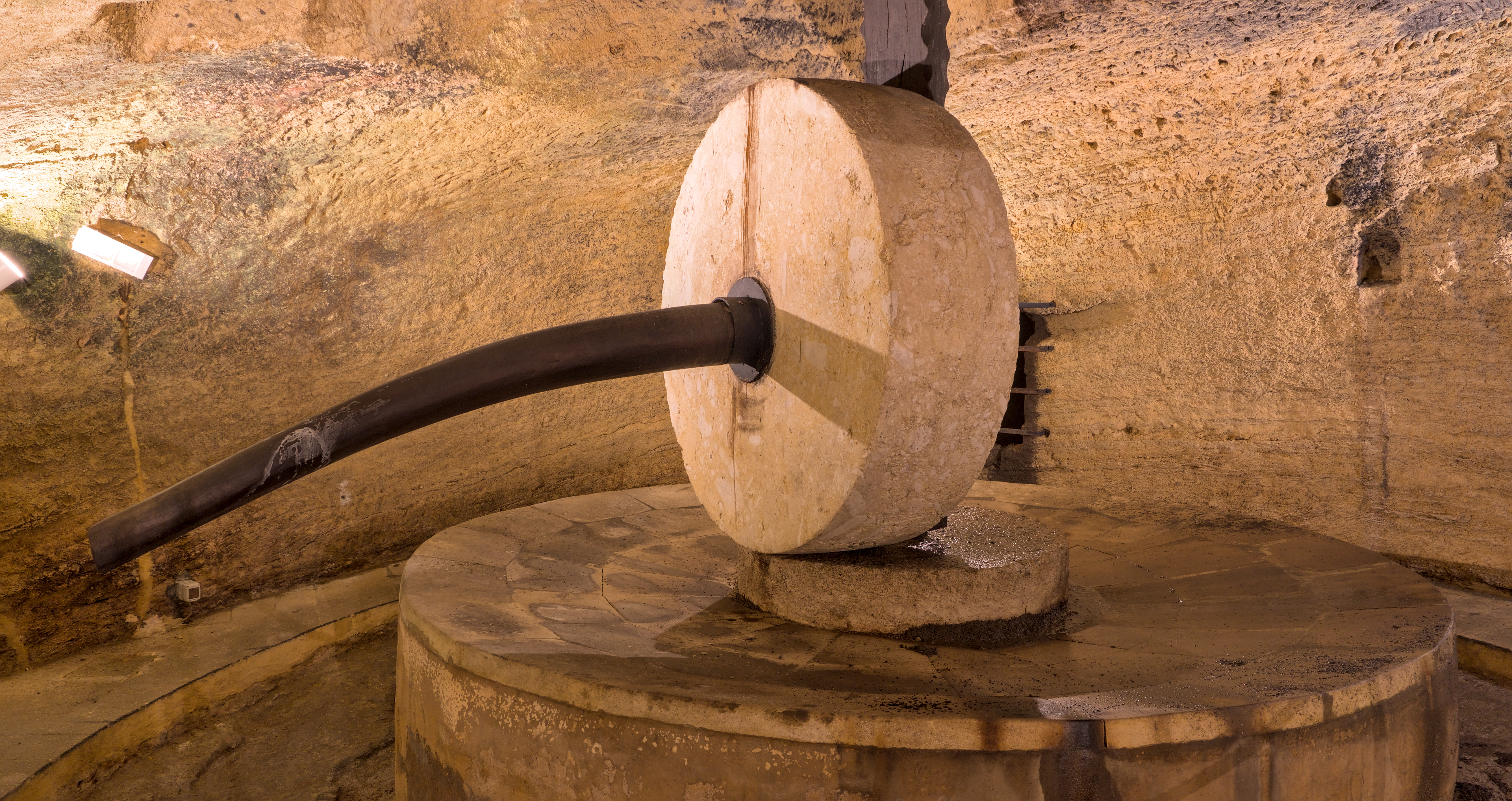
Particolare di un frantoio gallipolino

### Dall'unità d'Italia ai giorni nostri
Gallipoli, nei primi 10 anni dopo l'unità, diviene, insieme a moltissimi altri paesi del Salento, sede di quello che gli storici del Risorgimento hanno definito "Brigantaggio minore". Una serie di sommovimenti popolari, che provocati dalle nuove norme sulla leva obbligatoria introdotte dal governo Sabaudo, dalla mancata realizzazione delle promesse garibaldine, dallo smantellamento del secolare regime degli "usi civici della terra", suscitarono proteste e rivolte in tutto il meridione e Gallipoli non fece eccezione.
Nei primi 10 anni dopo l'unità, la grande risorsa che aveva fatto di Gallipoli una cittadina ricca e fiorente già a partire dal '600, e cioè il commercio dell'olio lampante, subì una trasformazione negativa per i gallipolini. L'esclusiva per il commercio dell'olio fu progressivamente assegnata a società genovesi e toscane e sottratte al controllo delle case commerciali locali. La progressiva crisi del settore, avvenuta poi sul finire del secolo a causa dell'avvento di combustibili diversi e dell'energia elettrica, causò un'ulteriore crisi profonda della città che perdurerà fino alla fine della seconda guerra mondiale.
Nel secondo dopoguerra Gallipoli ritroverà lentamente la sua antica vocazione commerciale e soprattutto una nuova vocazione con l'avvento del turismo di massa negli anni '60 e '70 del XX secolo, diventando progressivamente una delle mete turistiche più apprezzate d'Italia. In particolare dagli anni 2000, Gallipoli è diventata la prima destinazione del turismo LGBTQ+ in Italia grazie alle storiche spiagge come "Punta della Suina" da sempre frequentate dalla comunità, ma anche a importanti film girati a Gallipoli come "Mine Vaganti" di Ferzan Ozpetek. Secondo il sondaggio realizzato da Gayly Planet nel 2022, Gallipoli è la prima destinazione italiana LGBTQ+ con il 28% dei voti. 

### Economia storica di Gallipoli e il commercio dell'olio
La coltura dell'olivo nel Salento è antichissima. Vi erano alcuni esemplari di olivo nel territorio, prima della tragica moria dovuta all'infestazione da Xilella Fastidiosa, millenari e risalenti addirittura a epoca romana.
Gallipoli con il suo porto è stato da sempre lo sbocco naturale all'esportazione di buona parte della produzione olivicola ed olearia salentina.
Enorme impulso all'esportazione e all'impianto di nuovi alberi si ebbe a partire dal XVI secolo, con lo sviluppo delle grandi città europee e la richiesta di olio lampante (olio per le lampade), per alimentare l'illuminazione pubblica di dette città. Oltre che per usi industriali come la lavorazione delle lane e la fabbricazione del sapone. In minor misura per usi alimentari.
Nel periodo fra XVI e il XVIII secolo si registra un aumento vertiginoso delle domande di approdo di navi estere per il caricamento dell'olio. Gallipoli comincia ad assorbire olive e olio dai territori vicini in quantità enormi. Tanta era la mole di questo commercio che il 18 aprile 1581 Papa Gregorio XIII con una Bolla papale dava l'assoluzione a tutti coloro che impegnati nel caricamento dell'olio non avevano santificato la domenica e tale bolla fu confermata il 28 febbraio 1590 da papa Sisto V. Nel 1594 l'amministrazione cittadini stabilì una tassa di un grano per ogni staio d'olio caricato sulle navi da destinarsi alla manutenzione delle mura e di tutte le vie di accesso alla città danneggiate per il continuo trasporto di merci.
Per soddisfare tutte le richieste provenienti da ogni parte d'Europa, nel sottosuolo del centro storico di Gallipoli vennero costruiti 35 frantoi e circa 2 000 cisterne per la raccolta dell'olio. Tutte le cittadine dell'entroterra e in special modo quelle ubicate sulle serre salentine che per la particolare natura carsica e tufacea del sottosuolo erano particolarmente adatte, si dotano di moltissimi frantoi ipogei. Solo fra Parabita e Matino e Casarano se ne contavano oltre un centinaio. L'economista e giurista gallipolino Filippo Briganti scriveva che "Tutto l’olio del capo salentino e contrade adiacenti, non potendosi carreggiar per l’imbarco nel porto di Taranto, attesa la lunghezza e difficoltà delle strade, dovea necessariamente imbarcarsi nella rada di Gallipoli, che, unica in tutta la provincia offre un abbordo facile ai legni che vengono da fuori".
Nel porto di Gallipoli si imbarcava circa il 70% dell'intera produzione salentina. Intorno al 1770 a Gallipoli erano presenti 17 case commerciali e 12 viceconsolati preposti esclusivamente al commercio dell'olio.
Il re di Napoli Carlo di Borbone aveva istituito a Gallipoli nel 1741, dopo averlo istituito già a Napoli, il Consolato di Mare, una sorta di Magistratura marittima che disciplinava il commercio e i traffici portuali e, nel 1765 la Fiera del Canneto, che si svolgeva dal 29 giugno al 6 luglio, durante la quale si stipulavano i contratti di vendita dell’olio. Il 6 dicembre di ogni anno, festività di S. Nicola, si stabiliva il prezzo dell’olio che veniva comunicato alla Borsa di Napoli e a quella di Londra.
Nel decennio che va dal 1843 al 1852 la media annua delle esportazioni di olio dal porto di Gallipoli verso i porti francesi, inglesi, tedeschi, russi ed olandesi ammontava a 42.550 salme ovverosia intorno alle 10.000 tonnellate.
Il commercio dell'olio lampante rese florida Gallipoli e costituì la spina dorsale dell'economia dell'intera Terra d'Otranto sia con la produzione e la molitura delle olive che per il notevole indotto che essa sosteneva, per oltre 3 secoli. I mastri bottati, i ferraioli, i discolari (fisculari), i carrettieri, gli addetti ai saponifici, tutti godevano, in quota parte, dei benefici che l'oro del Salento, l'olio lampante, produceva.
Il commercio dell'olio lampante e tutto l'indotto del settore crollò quasi di colpo sul finire dell'800. L'avvento del petrolio, dell'energia elettrica e di altri olii più economici di quello d'oliva in ordine agli usi industriali provocò una crisi del settore irreversibile.
Nel 1991 il comune fu sciolto per infiltrazioni mafiose.

### Simboli
Descrizione dello stemma:
Descrizione del gonfalone:
Lo stemma gallipolino ha origini incerte. L'ipotesi che si possa attribuire ad un'inesistente fondazione della città da parte di Idomeneo è da ritenersi improponibile e leggendaria. Molto probabile che l'origine sia di epoca Aragonese e risalga al XV-XVI secolo o al più all'epoca tardo-angioina. Il gallo è simbolo comune nell'araldica soprattutto francese e sta a significare fedeltà, sorveglianza e prontezza alle armi e d'altronde il motto cittadino odierno ne dà una qualche conferma. La più antica rappresentazione del motto cittadino è contenuta in un atlante edito a Colonia da Braun e Hogemberg nel 1572 su disegno del gallipolino Giovanbattista Crispo. Oltre al disegno della città con tutte le sue fortificazioni e il territorio circostante, abbiamo lo stemma con il gallo coronato, recante la scritta latina: "NEC ANIMUS FATO MINOR" (il coraggio non è inferiore al destino) con probabile riferimento ai 2 assedi e distruzioni e relative ricostruzioni avute nel 1268 e nel 1484. Nel '700 il gallo appare d'oro con il motto attuale "FIDELITER EXCUBAT" (Fedelmente sorveglia). D'oro è anche sulla pergamena donata alla città dal comandante del piroscafo "Gallipoli" il 7 gennaio 1899.

## Monumenti e luoghi d'interesse
A Gallipoli, nel XVII secolo, si ebbe una variante del barocco leccese con peculiarità originali, il barocco a Gallipoli. Di tale periodo restano a testimonianza numerosi edifici religiosi e civili. Caratteri fondamentali di questo stile sono le decorazioni floreali e angeliche esagerate, stravaganti ed eccessive.
La città è stata inserita nella "Tentative Lists" dell'UNESCO in attesa di eventuale riconoscimento come Patrimonio dell'Umanità.

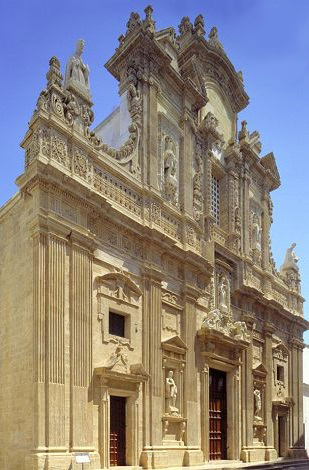
Facciata della Basilica concattedrale di Sant'Agata

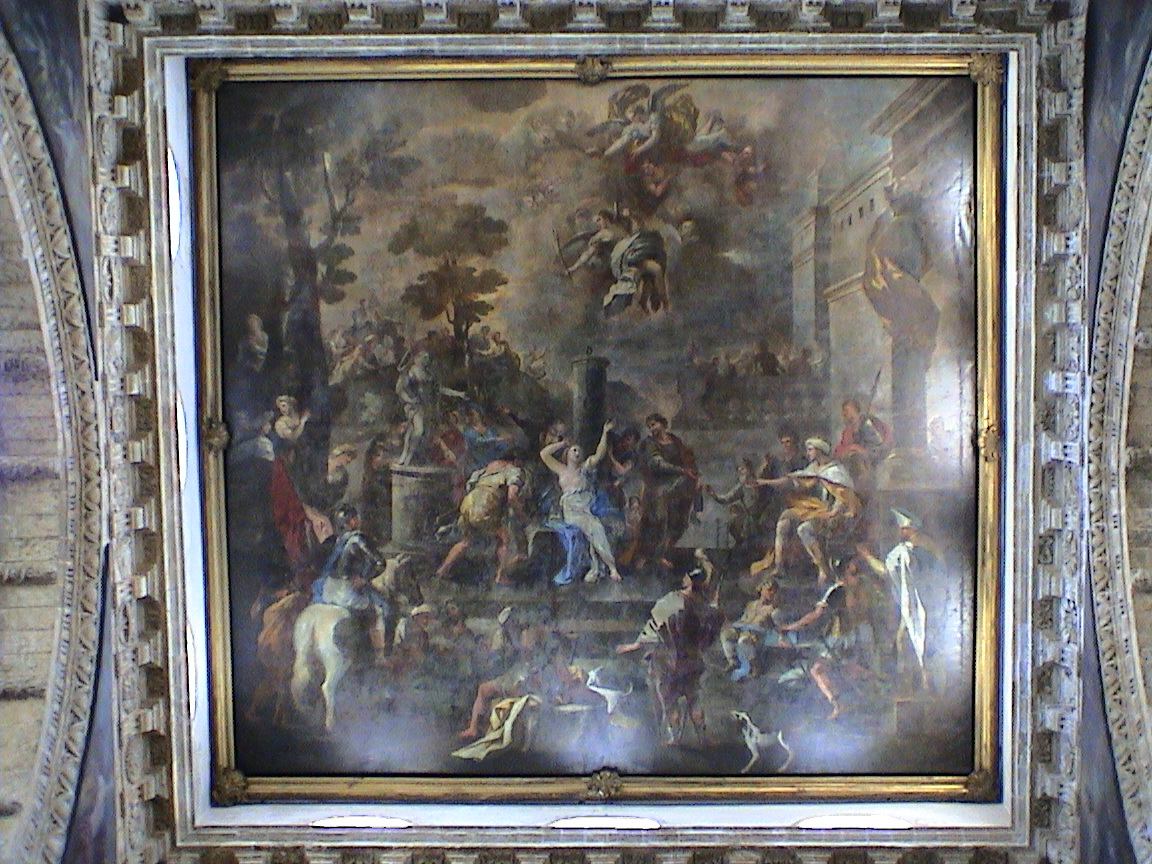
Martirio di Sant'Agata.

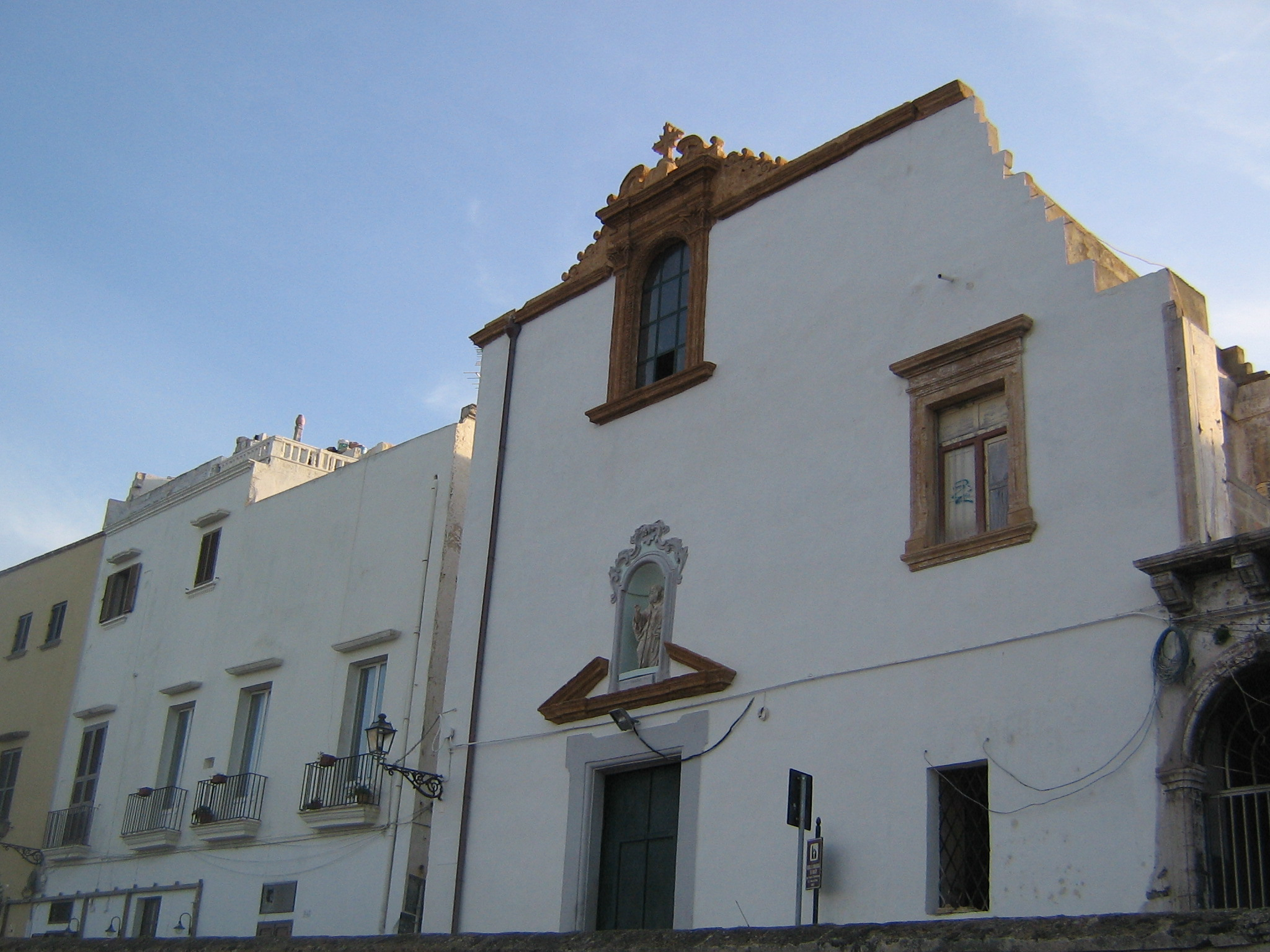
Chiesa di San Francesco di Paola.

### Architetture religiose

#### Basilica concattedrale di Sant'Agata
La basilica concattedrale di Sant'Agata è una costruzione barocca del XVII secolo a croce latina, edificata sul luogo di una chiesetta romanica dedicata a San Giovanni Crisostomo. Posta al centro e nel punto più alto dell'isola, sito probabilmente destinato ad area sacra sin dall'antichità, essa rappresenta uno dei principali monumenti dell'espressione barocca salentina.
Presenta un prospetto in tufo calcareo diviso in due ordini riccamente decorati. È caratterizzato da nicchie contenenti le statue in pietra di Sant'Agata, San Fausto, San Sebastiano, Santa Marina, Santa Teresa d'Avila e i busti dei Santi Agostino e Giovanni Crisostomo impostati sui riccioli delle volute di raccordo. L'interno, a tre navate, ospita pregevoli altari barocchi e numerose tele che fanno della concattedrale una vera e propria pinacoteca. Nel presbiterio, delimitato da una balaustra marmorea, si innalza un maestoso altare maggiore in marmi policromi opera dell'artista bergamasco Cosimo Fanzago. Intorno ad esso sono la cattedra vescovile in legno e il grande coro in legno di noce con quarantun stalli. Nel 1949 papa Pio XII, su richiesta del vescovo Mons. Nicola Margiotta, l'ha elevata al rango di basilica pontificia minore.

#### Chiesa di San Francesco di Paola
La chiesa di San Francesco di Paola, sede della confraternita di Santa Maria ad Nives o Cassopo, fu edificata nel 1621 e fece parte del convento dei Paolotti. Sorge sulle mura cittadine di fronte al porto.
La facciata rettangolare leggermente timpanata presenta un portale semplice sormontato da una nicchia contenente la statua del Santo. Sopra si apre una finestra finemente decorata. L'interno è a navata unica separata dal presbiterio da un arco trionfale rivestito in legno colorato. Il presbiterio ospita un prezioso altare maggiore con la tela della Morte di San Giuseppe (di Romualdo Formosa). Sui muri laterali sono posizionati due grandi dipinti della seconda metà del Seicento raffiguranti i Miracoli di San Francesco di Paola.
Nella navata sono presenti gli altari dedicati al titolare, a san Michele Arcangelo e a san Liborio.

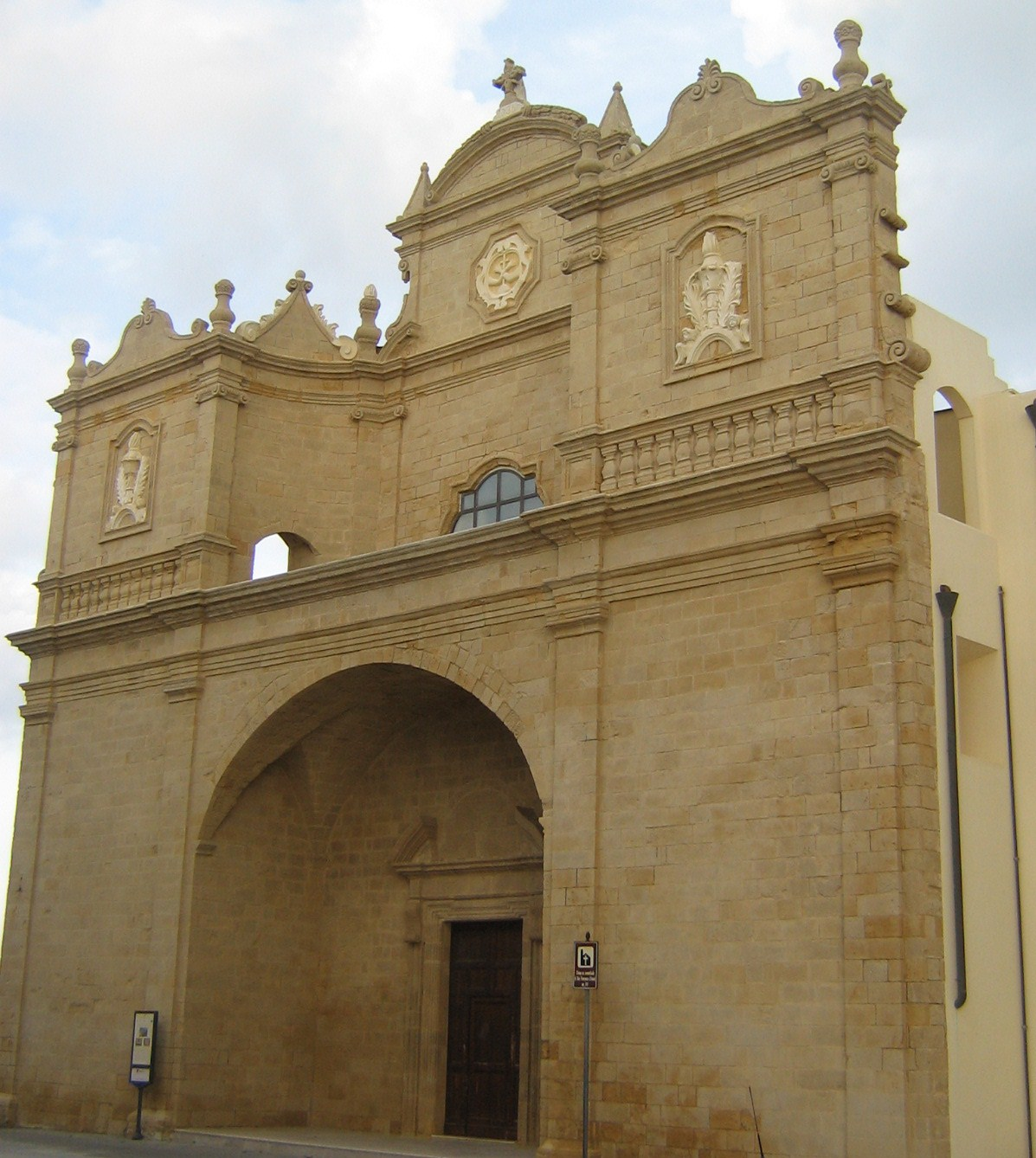
Chiesa di San Francesco d'Assisi

#### Chiesa di San Francesco d'Assisi
La Chiesa di San Francesco d'Assisi risale, per la sua parte più antica, al XIII secolo. Successivi rimaneggiamenti, intercorsi tra il Seicento e il Settecento, ne hanno radicalmente trasformato la struttura.
La facciata è articolata su due livelli. Al piano terra il portale ha un portico ad arco. Il piano superiore presenta due corpi aggettanti laterali con parte centrale concava. L'interno è a tre navate con dieci altari barocchi disposti lateralmente. Pregevoli sono le tele e le opere d'arte appartenenti a epoche differenti come il presepe in pietra attribuito a Stefano da Putignano (fine XVI secolo). Importanti sono le statue lignee dei due ladroni (opere di Vespasiano Genuino), la cui "orrida bellezza" venne ricordata da Gabriele D'Annunzio, giunto a Gallipoli nel 1895.

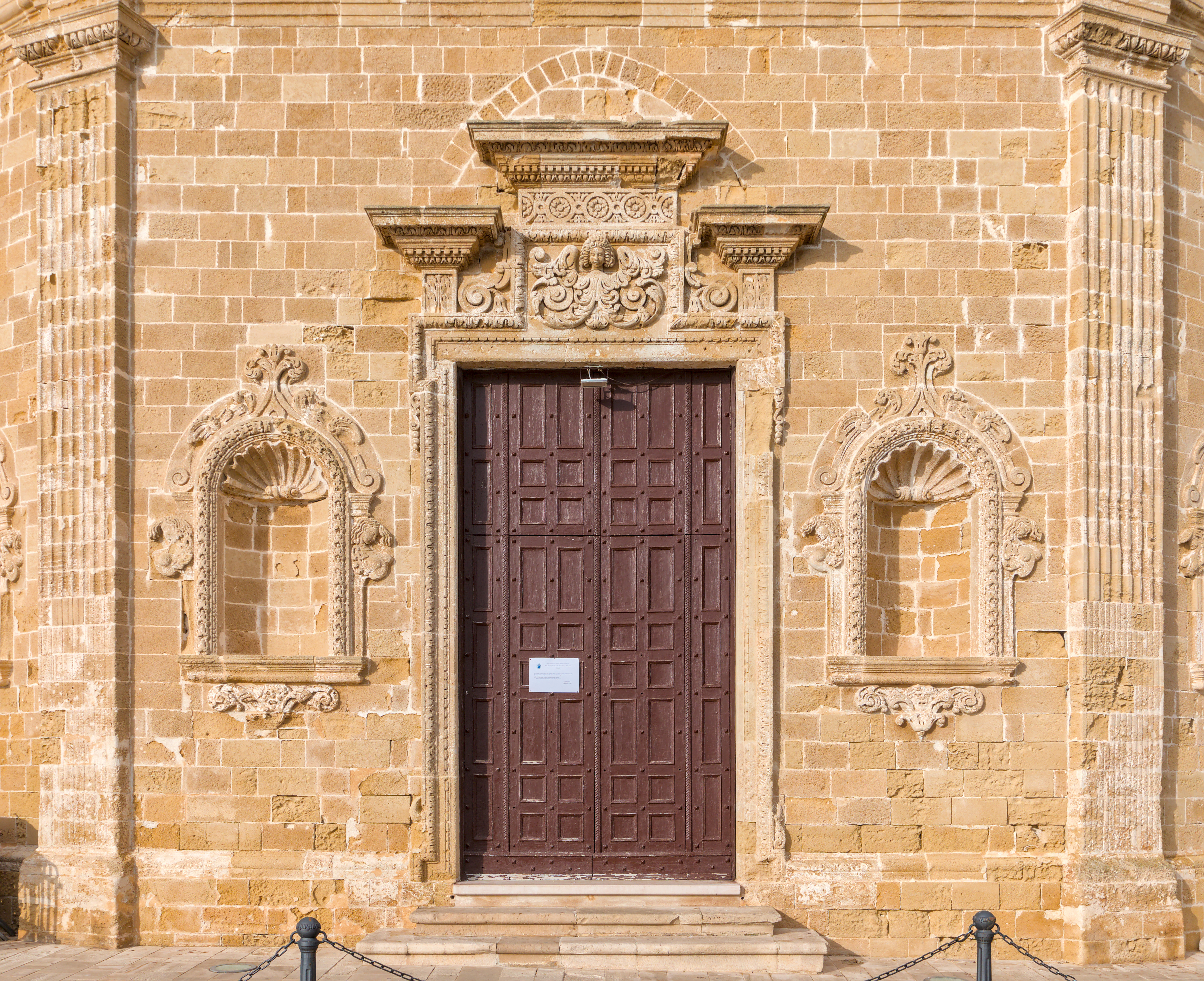
Portale di San Domenico al Rosario

#### Chiesa di San Domenico al Rosario
La chiesa di San Domenico al Rosario, annessa all'ex convento dei Domenicani, fu riedificata negli ultimi anni del XVII secolo sulle rovine di un antico tempio. Fu sede della confraternita del Rosario. La facciata è in carparo decorato con nicchie e motivi floreali. L'interno, a pianta ottagonale con volta in pietra finemente decorata, ospita dieci altari barocchi impreziositi da alcune tele di Gian Domenico Catalano. L'adiacente chiostro del convento conserva affreschi raffiguranti la flotta cristiana all'ancora nella rada di Gallipoli dopo la battaglia di Lepanto.

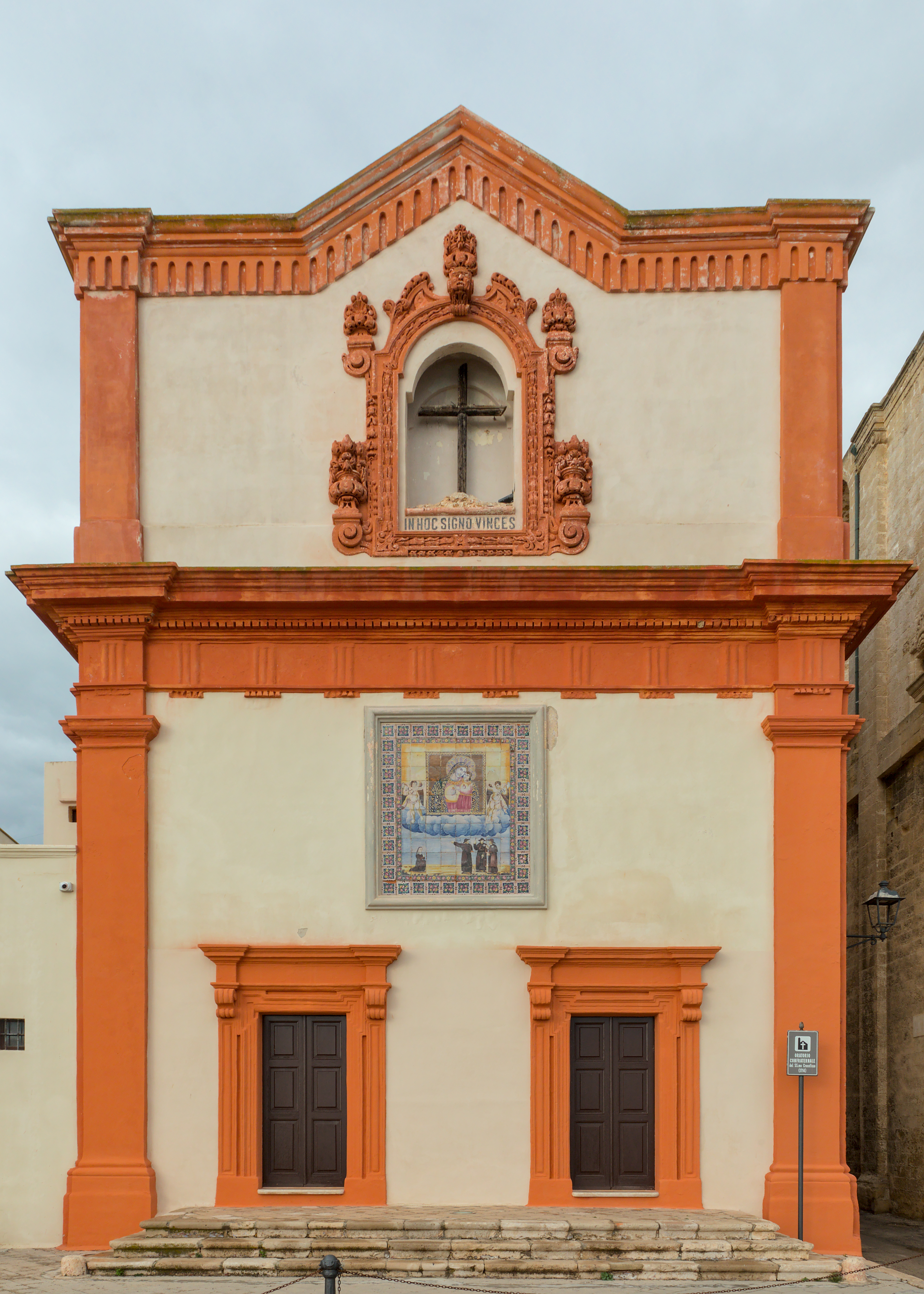
Santissimo Crocifisso

#### Chiesa del Santissimo Crocifisso
La chiesa del Santissimo Crocifisso, sede dell'omonima confraternita, venne eretta nel 1750 sui terreni di proprietà dei padri Domenicani, acquistati nel 1741. La facciata è ripartita in due ordini da una trabeazione ed è caratterizzata da una grande maiolica ottocentesca che raffigura il miracolo della traslazione del quadro della Vergine del Buon Consiglio e da una nicchia contenente un croce lignea recante il messaggio: IN HOC SIGNO VINCES. L'interno, a navata unica riccamente decorata con stucchi, ospita un pregevole altare maggiore su cui è collocata un'antica scultura lignea del Cristo morto che viene portata in processione durante i riti della Settimana Santa. Decorano la navata nove tele (di Aniello Letizia), un pulpito barocco, piccole statue raffiguranti personaggi biblici e angeli, gli stalli della confraternita (del 1867) e la statua lignea del XVIII secolo di san Michele arcangelo.

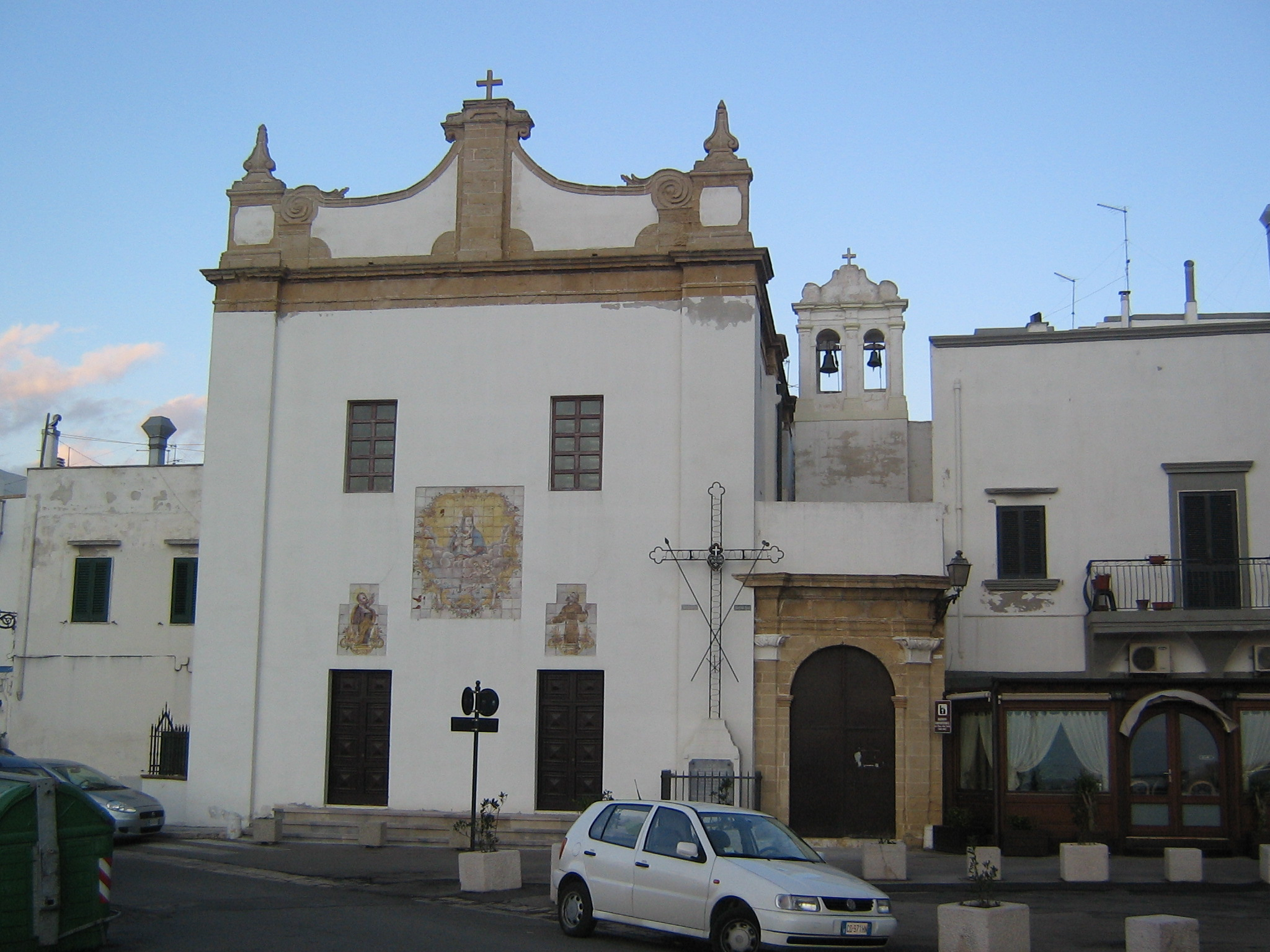
Chiesa di Santa Maria della Purità

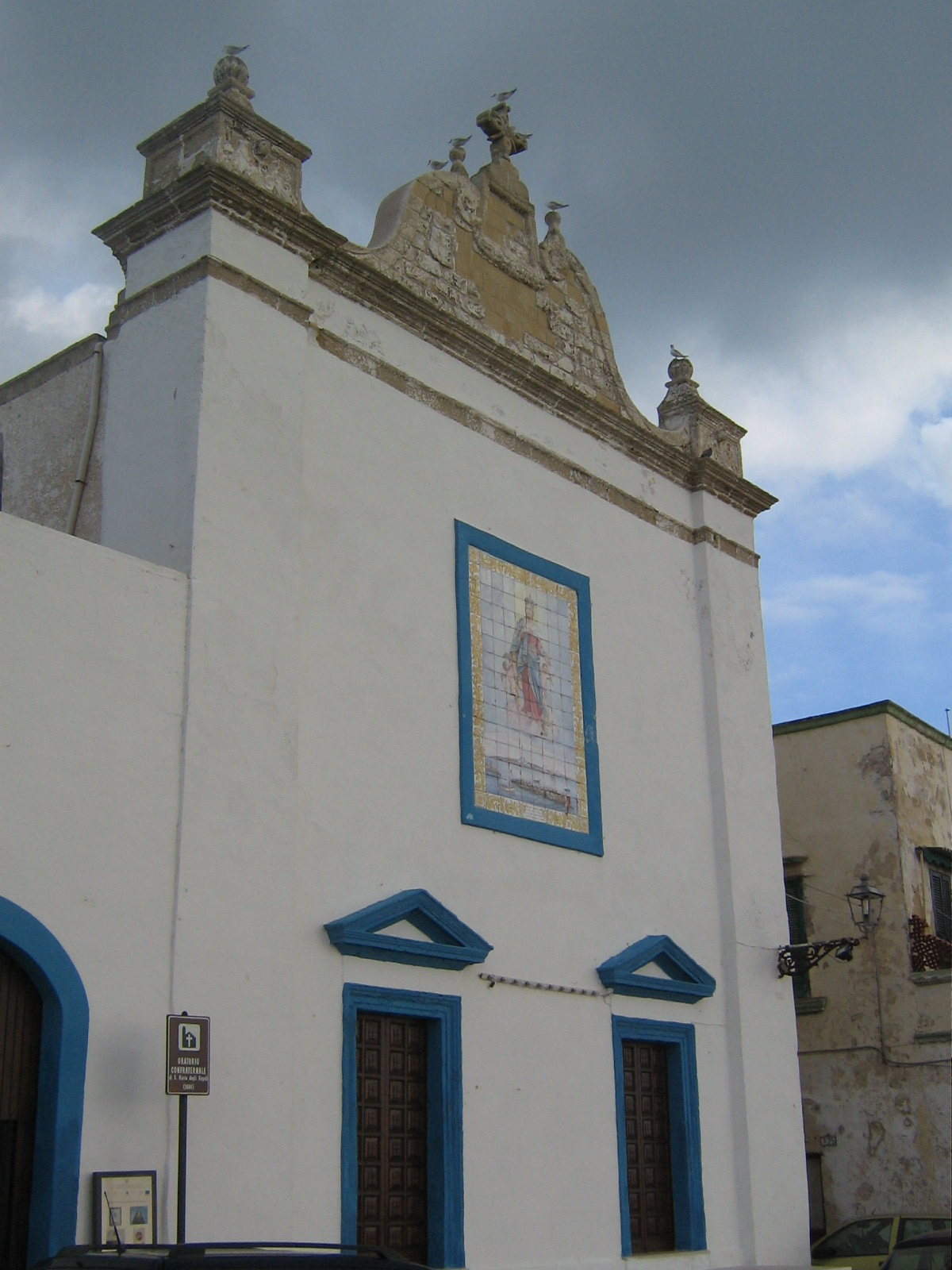
Chiesa confraternale di Santa Maria degli Angeli

#### Chiesa di Santa Maria della Purità
La chiesa di Santa Maria della Purità, sede dell'omonima confraternita, fu edificata nel 1664. La facciata è delimitata lateralmente da due lesene e termina con un cornicione in carparo leggermente aggettante sul quale poggia un frontone con due pinnacoli laterali. Viene caratterizzata da tre pannelli in maiolica raffiguranti la Madonna della Purità, San Giuseppe e San Francesco d'Assisi. L'interno è ricco di stucchi ed ospita un altare maggiore in marmo con pala di Luca Giordano raffigurante la Madonna della Purità tra san Giuseppe e san Francesco d'Assisi. Numerose tele settecentesche ricoprono le mura perimetrali della navata, molte delle quali opera di Liborio Riccio.

#### Chiesa di Santa Maria degli Angeli
La chiesa di Santa Maria degli Angeli, edificata nella seconda metà del XVII secolo, sorge lungo il perimetro delle mura, di fronte all'isola di Sant'Andrea. Sede dell'omonima confraternita, composta da pescatori, agricoltori e artisti, presenta una semplice facciata con un pannello maiolicato che ritrae la Madonna degli Angeli. All'interno l'ingresso è sormontato dal settecentesco organo della controfacciata e la navata ospita grandi tele settecentesche di Diego Oronzo Bianchi da Manduria e l'altare maggiore in marmo del 1865. Lungo le pareti sono disposti i seggi dei confratelli contrassegnati dalle cariche di pertinenza.

#### Santuario di Santa Maria del Canneto

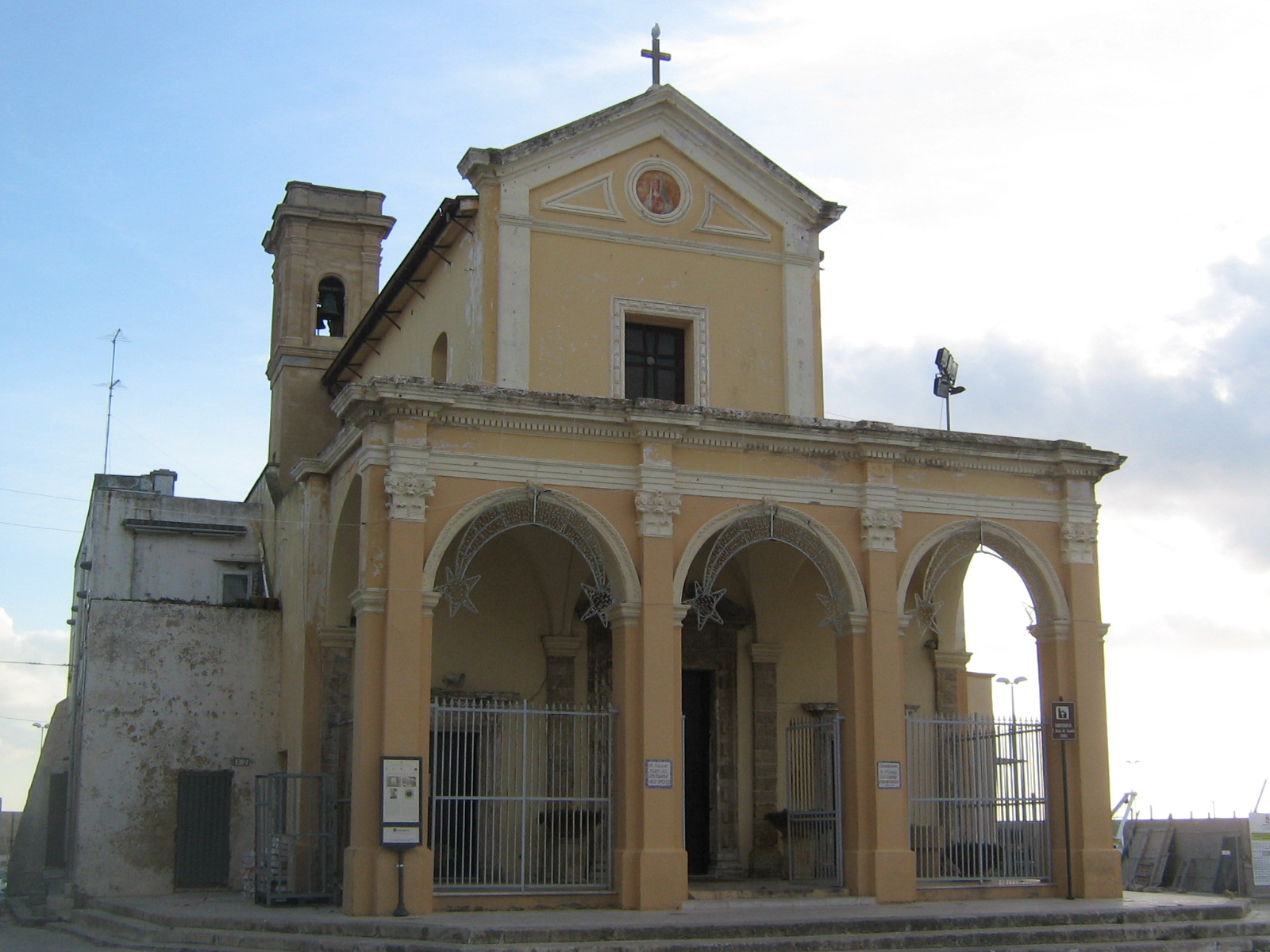
Santuario di Santa Maria del Canneto

Il santuario di Santa Maria del Canneto si trova vicino al ponte che collega il borgo alla città vecchia sull'isola. Fu costruito nell'ultima metà del Seicento accanto al Seno del Canneto, il porto di Gallipoli più antico, dove in precedenza già esisteva un edificio sacro del 1504. Presenta un portico con tre arcate frontali e due laterali a tutto sesto con archi e l'interno è a triplice navata. Il soffitto ligneo è a cassettoni. Sulla parete di fondo si conserva l'antica effigie della Madonna del Canneto, legata a una leggenda cara ai pescatori del posto.

#### Chiesa del Carmine
La chiesa del Carmine, sede della confraternita di Maria Santissima del Monte Carmelo e della Misericordia, fu ricostruita nel 1836 e disegnata da Vito Donato da Galatone. La chiesa sorge sul luogo dove prima erano la chiesa di Santa Maria della Misericordia e l'oratorio dedicato alla beata Vergine del Carmine, abbattuti per le precarie condizioni statiche. L'edificio ospita un'edicola con una raffigurazione del Compianto sotto la Croce - un dipinto del 1931 di Giulio Pagliano -, il coro ligneo per i confratelli, l'altare maggiore e due altari laterali.

#### Chiesa arciconfraternale della Santissima Trinità e delle Anime del Purgatorio

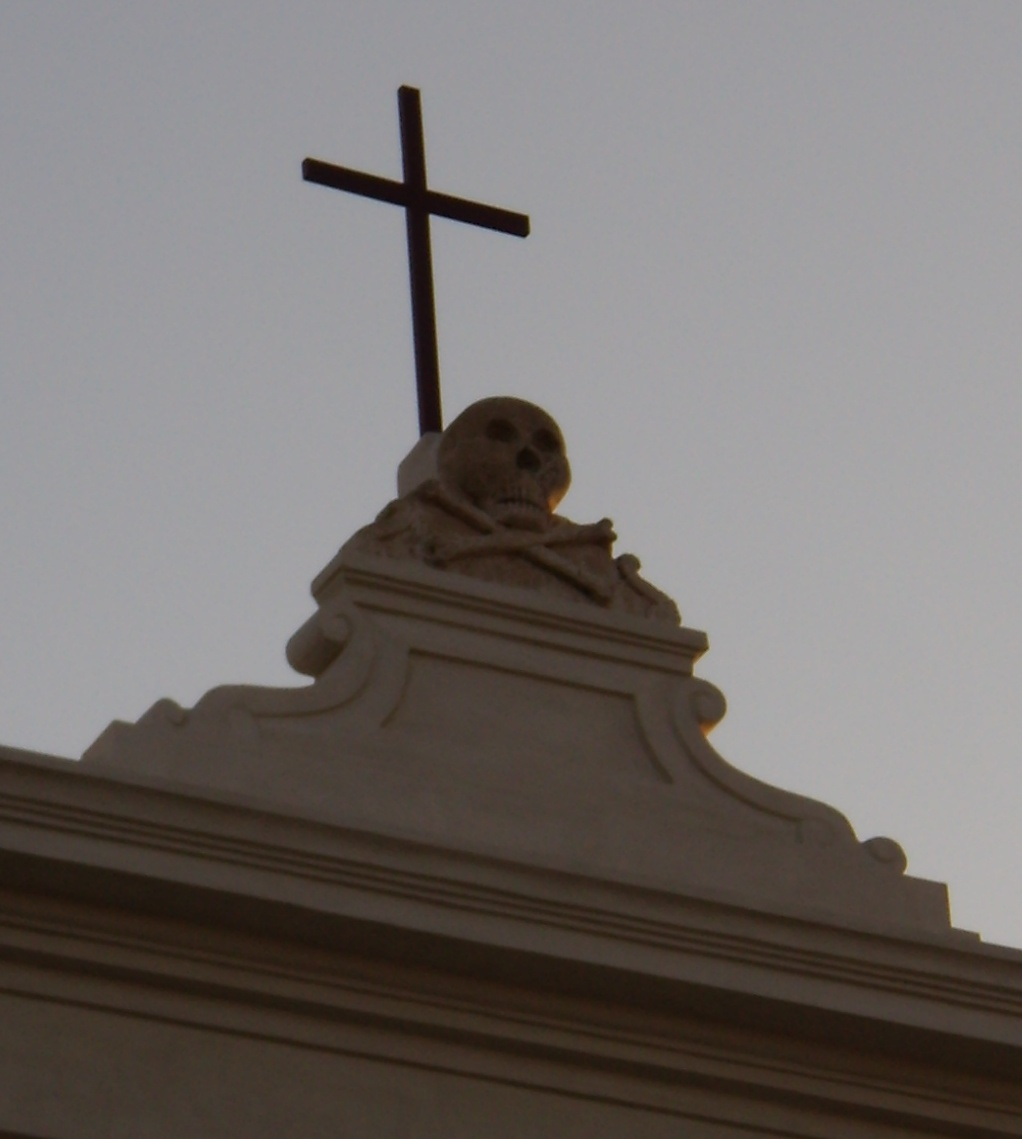
Particolare dell'Arciconfraternita delle Anime del Purgatorio e della Santissima Trinità

La chiesa della Santissima Trinità e delle Anime del Purgatorio, sede dell'omonima confraternita, venne edificata tra il 1665 e il 1675 su disegno dell'architetto padre Carlo Coi. Presenta una semplicissima facciata, priva di qualsiasi elemento architettonico e decorativo; l'interno, a navata unica con presbiterio, ospita numerose tele di Giuseppe Franco e Liborio Riccio. Interessanti sono l'altare maggiore in oro zecchino del 1678 arricchito dalle statue di santa Teresa d'Avila e dell'Angelo Custode, la tela delle Anime del Purgatorio e la Trinità del 1684, l'organo del 1794 e l'ottocentesco pavimento maiolicato. Viene denominata gergalmente la "confraternita dei nobili" in quanto, in passato, solo a questi era ammesso di farne parte.

#### Chiesa dei Santi Apostoli Pietro e Paolo

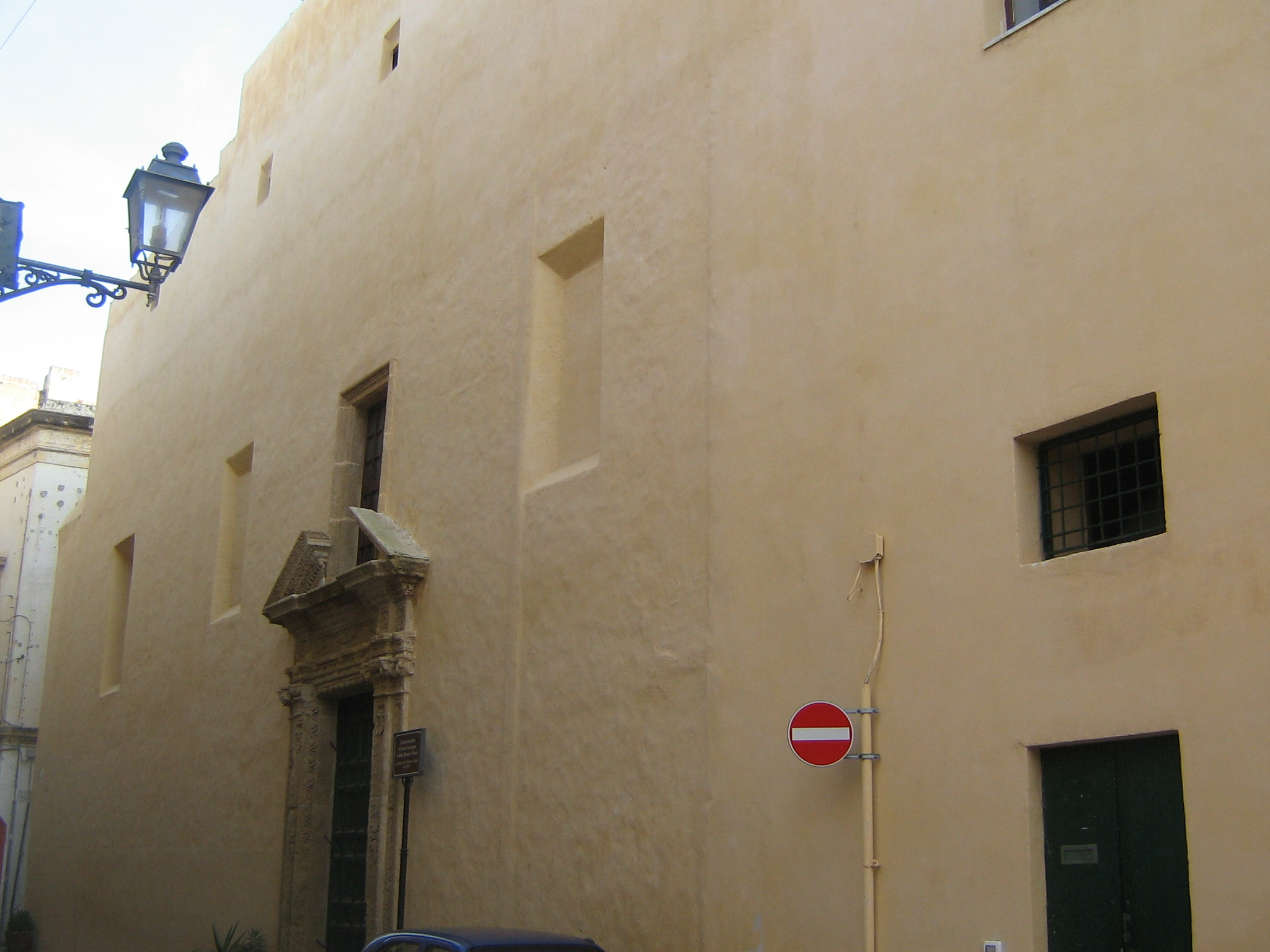
Chiesa di San Giuseppe e della buona morte

La chiesa dei Santi Apostoli Pietro e Paolo, sede dal 1904 circa della Confraternita di San Giuseppe e della buona morte, fu edificata tra il 1598 e il 1600 e appartenne al soppresso monastero delle clarisse fondato nel 1578.
La chiesa, al quale si accede attraverso un pregevole portale finemente scolpito con motivi floreali, ospita una consistente raccolta di opere pittoriche attribuibili al gallipolino Giovan Domenico Catalano, prodotte a cavallo fra gli ultimissimi anni del Cinquecento e i primi anni del Seicento. Sull'altare maggiore è presente un grande dipinto del 1599 raffigurante i santi Pietro, Paolo, Francesco d'Assisi e Chiara d'Assisi. Nella navata sono collocati gli altari barocchi, con rispettive tele, della Crocifissione, di Santa Caterina d'Alessandria e dell'Annunciazione di Maria. Nella cantoria è situato un organo del 1779.

#### Chiesa conventuale della Sacra Famiglia (Monastero di Santa Teresa)

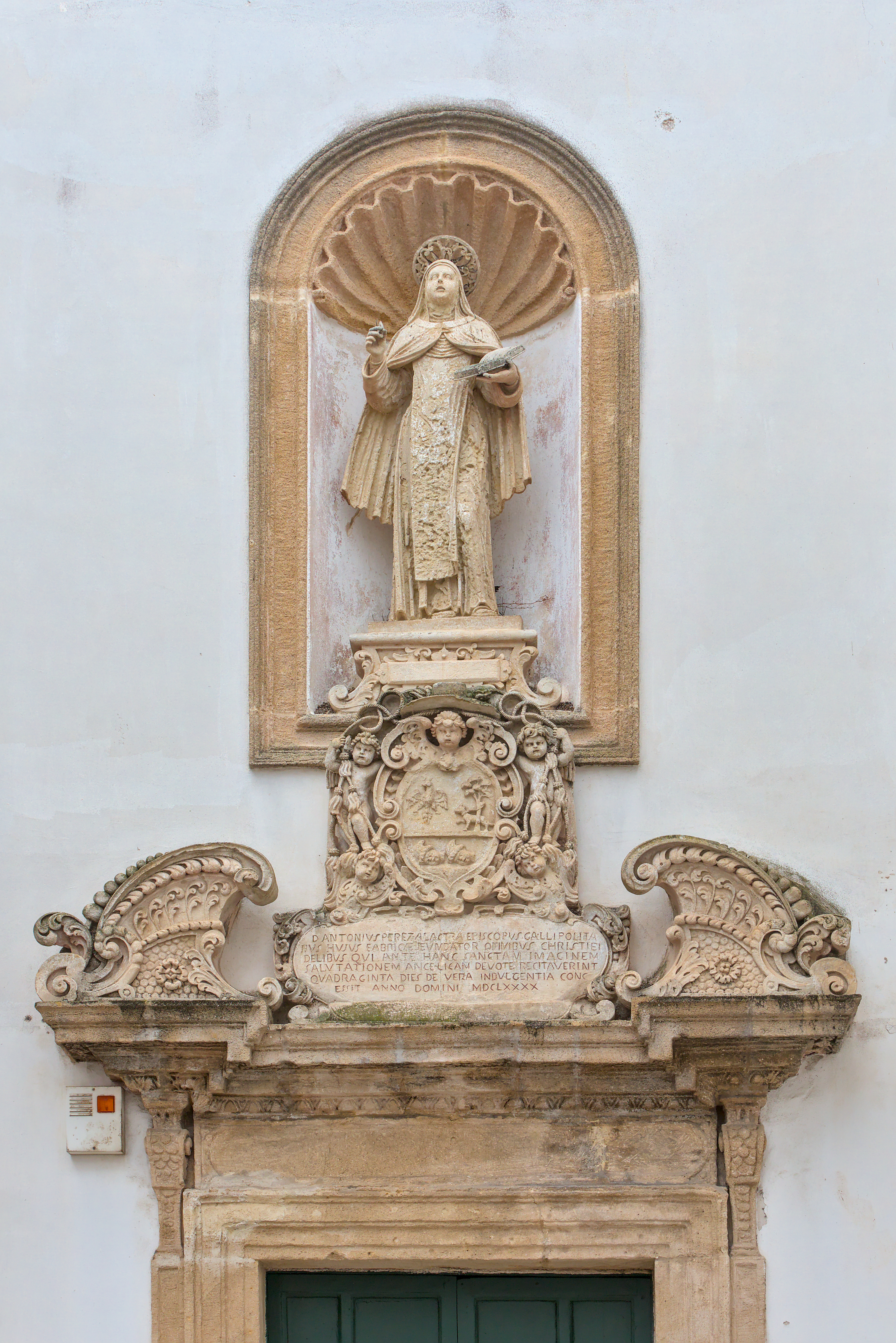
Statua di Santa Teresa d'Avila (chiesa di Santa Teresa).

La chiesa di Santa Teresa, con l'annesso monastero delle Teresiane, fu costruita tra il 1687 e il 1690 per volere del vescovo spagnolo Antonio Perez della Lastra, del quale è visibile il marmoreo monumento funerario in cornu evangeli.
La sobria facciata presenta un unico portale d'accesso sormontato dallo stemma episcopale di mons. Gonzalo de Rueda e da un'epigrafe che ricorda l'edificazione della chiesa e la concessione dell'indulgenza plenaria ai fedeli che avessero recitato l'Ave Maria. Sovrasta il tutto una statua in pietra di Santa Teresa d'Avila.
L'interno presenta un grandioso retablo dell'altare maggiore, scolpito in pietra leccese, con il monumentale altare marmoreo policromo (prima metà del XVIII secolo). Tra le opere di maggior rilievo si segnalano il settecentesco organo montato sulla cantoria nel presbiterio, attribuibile al mastro organaro Carlo Sanarica, originario di Grottaglie e morto a Gallipoli nel 1770, e la tela raffigurante i santi Agostino e Ignazio di Loyola attribuibile alla scuola leccese del pittore Antonio Verrio.

#### Chiesa dell'Immacolata Concezione
La chiesa dell'Immacolata Concezione, sede della omonima confraternita, fu costruita tra il 1767 e il 1768. Il prospetto, inquadrato da due paraste con capitelli corinzi, presenta due porte d'accesso e una finestra centrale. L'interno, a navata unica riccamente decorata con stucchi, conserva numerose tele settecentesche. Pregevoli sono quelle raffiguranti le storie di Tobia eseguite da Oronzo Tiso nella seconda metà del XVIII secolo. L'altare maggiore è sormontato da una tela raffigurante l'Immacolata con san Francesco e san Giuseppe. In sagrestia sono custoditi un organo del 1560 e la statua dell'Immacolata in cartapesta.

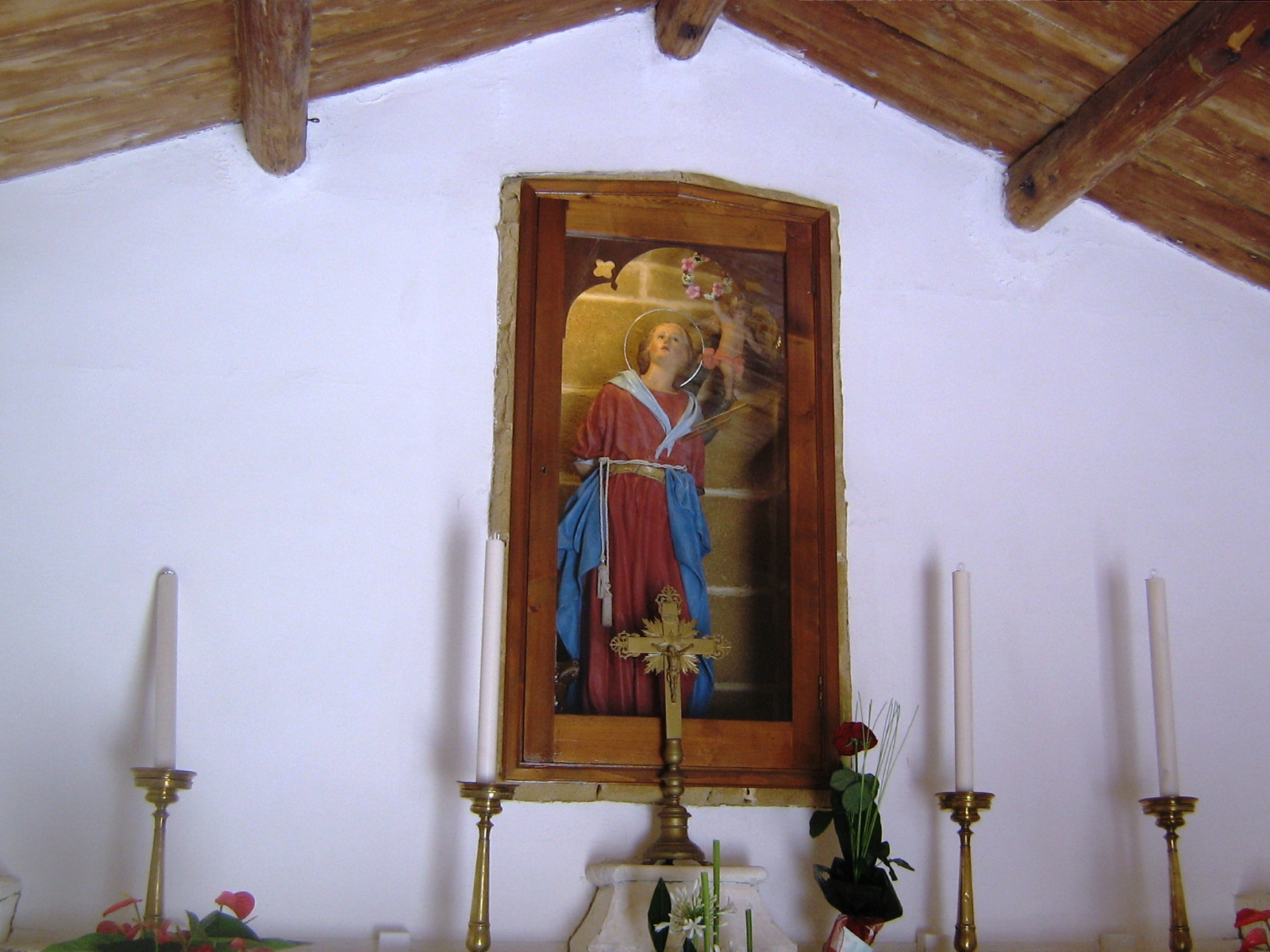
Statua di santa Cristina nella chiesetta omonima

#### Chiesetta di Santa Cristina
La piccola chiesa di Santa Cristina, situata presso il porto peschereccio, di fronte al Rivellino, fu costruita nel 1607. Presenta un semplicissimo prospetto con portale architravato e un sobrio interno in cui si conserva una statua di santa Cristina di Bolsena. L'originario altare esistente fu trasferito nel 1770 nel vicino santuario del Canneto.
Sconsacrata per un certo periodo e adibita a deposito delle reti dei pescatori, fu recuperata e riaperta al culto nel 1865. Per santa Cristina, a cui la leggenda attribuisce il miracolo della fine dell'epidemia di colera che colpì la città nel 1867, si organizzano ogni anno solenni festeggiamenti.

#### Chiese soppresse da decreto vescovile
A Gallipoli nel XVII secolo vennero costruiti numerosi edifici religiosi su indicazione dello storico Concilio di Trento convocato da papa Paolo III. Molti di essi sono scomparsi.
- "Confraternita di Sant'Antonio Abate" nel centro storico della città, che si trovava in via Giuseppe Ribera. I confratelli di questo oratorio indossavano un saio bianco, una mozzetta con le immagini e gli stemmi religiosi e un cappuccio nero. Oggi sui resti di questa chiesa estinta sorge una piccola cappella con una nicchia dedicata al santo
- Oratorio di Sant'Angelo (attuale biblioteca comunale e Archivio Storico)
- Il convento dei Riformati di San Francesco d'Assisi
- Il convento dei Domenicani, dedicato alla Santissima Annunziata
- Il convento dei Paolotti, autorizzato nel 1622 dal vescovo Gonzalo de Rueda non appena il prelato prese possesso della cattedra della diocesi di Gallipoli
- la chiesa di San Giusto
- Il convento dei Cappuccini, intitolato a S. Maria delle Grazie
- I conventi dei Mendicanti di Gallipoli non furono soppressi nel 1600 per l'opposizione del clero diocesano di Gallipoli e del Capitolo della cattedrale

Il vescovo Giuseppe Massa, nel 1652, aveva ricevuto dalla Congregazione sullo stato dei regolari una circolare con allegata la copia della bolla Instaurandae, e l'elenco dei conventi da sopprimere. Le autorità ecclesiastiche per opporsi alla decisione di Innocenzo X convocò il capitolo della Basilica Cattedrale gallipolina e il Decurionato della città, consapevole che la bolla emanata dal pontefice avrebbe avuto delle implicazioni negative sulla cittadina. mons. Massa, nel 1653, inviò alla Curia papale una supplica in cui veniva chiesto al papa di annullare il provvedimento di soppressione dei conventi. Nei primi del 1654 giunse a Gallipoli la notizia che la Congregazione sullo Stato dei Regolari aveva ritirato la bolla ed affermò l'utilità spirituale per gli abitanti del territorio di Gallipoli.

#### Altre chiese
- Chiesa del Buon Pastore (XX sec.)
- Chiesa della Beata Vergine Maria Regina (località Baia Verde) (XX sec.)
- Chiesa parrocchiale di San Lazzaro (XX sec.)
- Chiesa dei Santi Medici Cosma e Damiano (XIX sec.)
- Chiesa di San Luigi Gonzaga (XVIII sec.)
- Chiesa di San Giuseppe (sec. XVII sec.)
- Chiesa parrocchiale del Sacro Cuore di Gesù (XX sec.)
- Chiesa di Santa Maria delle Grazie in Daliano (XVII sec.)
- Chiesa parrocchiale di San Gerardo Maiella (XX sec.)
- Chiesa parrocchiale di San Gabriele dell'Addolorata (XX sec.)
- Ex oratorio e chiesa di Sant'Angelo, attuale archivio storico comunale (XV secolo)

### Architetture civili
Nella città di Gallipoli sono numerosi i palazzi di origine rinascimentale e barocca; molti di questi erano in mano a delle nobili famiglie del Regno delle due Sicilie della Spagna; nello spazio sottostante ne sono indicati soltanto i principali e i più noti.

#### Palazzo Pirelli

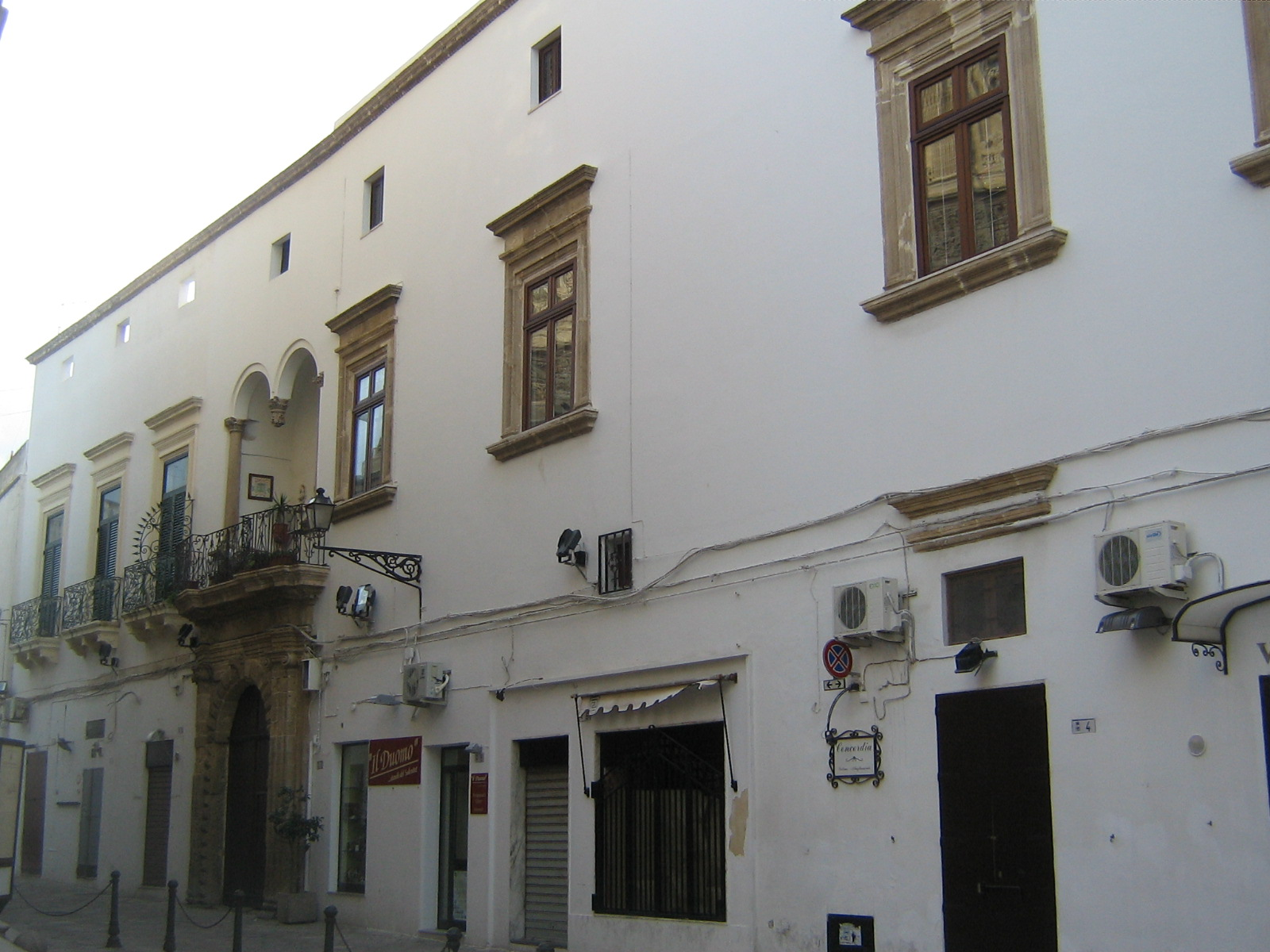
Palazzo Pirelli

Palazzo Pirelli, situato di fronte alla concattedrale, risale al XVI secolo. Fu ristrutturato in stile barocco e arricchito da un bel portale e da una loggia. Si accede dall'antico portale cinquecentesco catalano-durazzesco. L'interno è ricco di decorazioni, tra le quali si distingue quelle del soffitto dell'antico ingresso che nel 1814 fu trasformato in farmacia. Il soffitto evidenzia altorilievi in carparo, corredati da fregi e cornici che si incontrano nella chiave di volta. Questa rivela una formella centrale raffigurante l'incontro fra due divinità mitologiche: Minerva armata (la sapienza) con ai piedi la civetta e il gallo, animali di attenzione preferiti dalla dea, e la dea Fortuna recante in mano la cornucopia (simbolo dell'abbondanza) e un timone per indirizzare il destino degli uomini. Questi elementi simbolici rimandano all'augurale motto cinquecentesco: Sapienza e Fortuna sovrintendano al governo della Città.

#### Palazzo Assanti-Aragona
Il palazzo si trova in via Giuseppe Ribera nel centro storico della città ed appartenne ad una delle più nobili famiglie del 1500; l'esistenza della famiglia è attestata già nel XII secolo dallo scrittore ed abate gallipolino Francesco Camaldari.
I committenti dello stabile furono Angelo Assanti e Antonio; ad uno di questi andò in sposa una fanciulla proveniente dalla famiglia Aragona così come lo dimostra lo stemma posto sul lato sud-est; passò in seguito al De Tomasi il quale sposò l'ultima superstite degli Assanti, Antonia. Per successione la proprietà andò al figlio Filippo, nato a Gallipoli, che ricevette nel 1709 il titolo di Conte.
Fu Vincenzo Gallo magistrato, letterato e archeologo famoso per la stesura di un'opera storica sulla vera forma della croce di Gesù Cristo. Caratteristica del palazzo è il frantoio ipogeo scavato completamente nella pietra.

#### Palazzo Specolizzi

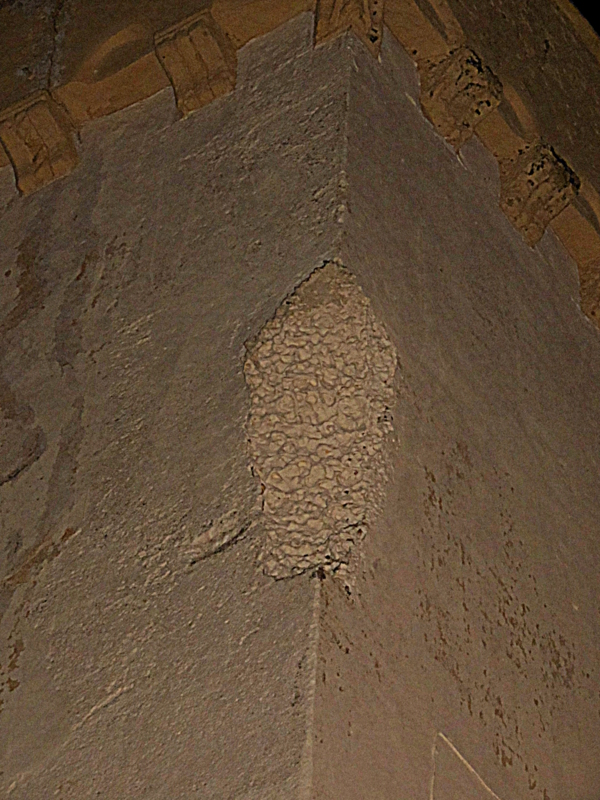
Stemma logorato, Palazzo Specolizzi

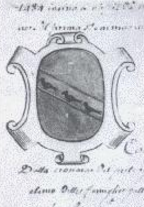
Stemma fam. Specolizzi (Vincenzo Dolce)

La residenza signorile, risalente al XIV secolo, è sita in via Giuseppe Ribera, nel centro storico della città. Nonostante le difficoltà nella ricostruzione dell'origine della famiglia, si è certi dell'importanza della stessa: molti suoi membri ricoprirono per ben undici volte (dal 1484 al 1697) la suprema carica di Sindaco, come si è potuto evincere dagli stemmi dipinti nella sala consiliare dell'antico palazzo di città.
Il notaio Vincenzo Dolce, nell'opera Illustrazione sugli stemmi dipinti nella Sala del Palazzo Comunale di Gallipoli, afferma che il sindaco Costantino Specolizzi fu il primo a far dipingere nel Palazzo di città il simbolo della sua famiglia nel 1484, proprio durante l'assedio dei Veneziani. Egli così scrive: "Specolizzi «fu il primo che fé dipingere sulla sala del Palazzo Comunale il suo scudo». In questo stemma, racchiuso in una cornice esagonale, «evvi in campo azzurro una fascia da dritta a manca di colore arancio dinotante onore, di cui si gloriò sempre la sua famiglia, ed entro la fascia v'intersò tré colombe nere simbolo delle tré luttuose giornate di quel fierissimo combattimento».
Alcuni Specolizzi furono medici alti prelati. 
Il primo cittadino Costantino Specolizzi difese il Regio Governatore e la città nel celebre assalto veneziano del 1484, subendo crudeli maltrattamenti.
Oggigiorno, l'edificio conserva sostanzialmente l'aspetto originario: lineamenti classici con mensolette decorative in pietra sul cornicione. Un ampio portone d'accesso conduce ai locali superiori; conserva alte e solide mura e quattro balconi. 
Sull'angolo sud-ovest (angolo con Corte S. Antonio) sopravvive lo stemma della nobile famiglia interamente logorato nelle figurazioni araldiche, posto sul coronamento del prospetto montato su mensolette cinquecentesche.
Sino alla fine dell'Ottocento lo stabile fu di proprietà della famiglia Frisenna (Dott. Nicola Frisenna notaio dal 1853 al 1891). 
Nel 1912 fu acquistato dalla erigenda Parrocchia del Santuario del Canneto; alcuni appartamenti appartennero poi fino ai primi del XX secolo a Mons. Giovanni Tricarico, Canonico del Capitolo della Cattedrale di Gallipoli, nonché economo spirituale della Diocesi di Gallipoli dal 1916. Altre abitazioni sono oggi di proprietà del Monastero di Santa Teresa (Gallipoli).

#### Episcopio
Il Palazzo vescovile è attiguo alla Cattedrale di Gallipoli. Il vescovo Massa nel 1652 fece demolire la struttura preesistente in quanto in stato fatiscente e, nel 1700, il vescovo Oronzo Filomarini lo abbellì di suppellettili, mobili pregiati, tele e affreschi realizzati dall'artista gallipolino Michele Lenti. 
L'edificio è ampio, magnifico e disposto in tre grandi piani e dispone di un giardino e di una cappella privata del vescovo. Nel corso degli anni vi hanno fatto visita sovrani e personalità eminenti del panorama politico e religioso. È doveroso citare la visita svolta nel 1844 da re Ferdinando II con la consorte Maria Teresa d'Austria. 
In passato ha ospitato diverse istituzioni scolastiche, tra l'attuale Liceo Quinto Ennio.

#### Fondazione Fumarola
Il Palazzo Fumarola è sito tra Via De Pace e Piazza Imbriani, nel centro storico della città. L'iscrizione posta sul prospetto centrale, "Fondazione A. Fumarola", ricorda la volontà testamentaria dell'allora proprietario, il quale volle donare per beneficenza l'imponente bene immobile alla chiesa locale. Parte della pregevole mobilia e degli arredamenti è stata collocata nel Museo Diocesano Vittorio Fusco. Attualmente l'edificio è residenza ufficiale del parroco e del clero della Basilica Concattedrale di Sant'Agata.

#### Palazzo Tafuri

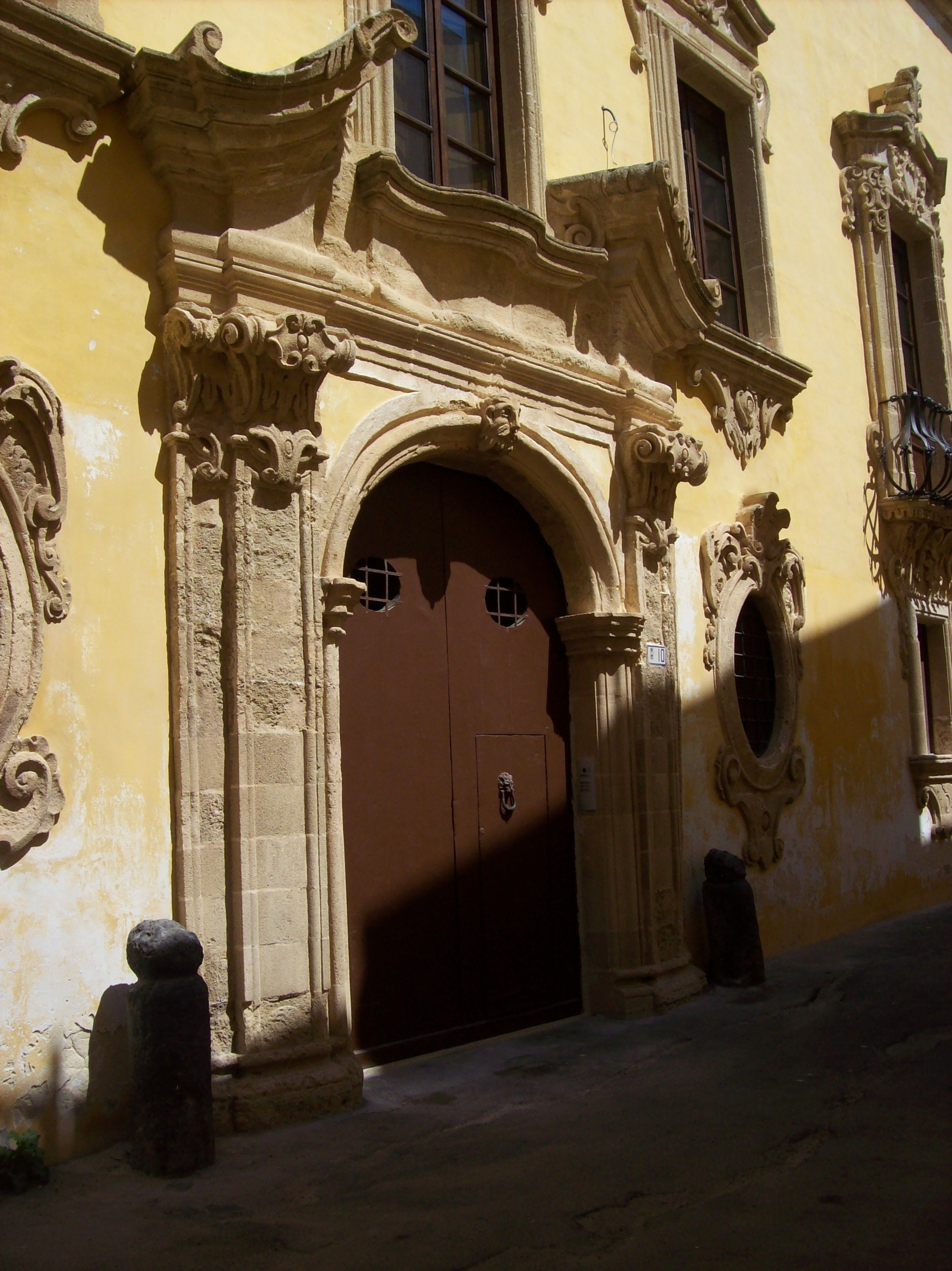
palazzo Tafuri

Il Palazzo Tafuri è l'edificio che meglio risponde alle caratteristiche del Barocco leccese; esso fu voluto da un giureconsulto, cioè un esperto di diritto proveniente da Matino. Il palazzo è costruito con una squisita grazia barocca ed è ricco di particolari in carparo e da finestroni ovali. Le balconate richiamano uno stile spagnoleggiante. Oggi è proprietario un colonnello in quanto i Tafuri lo vendettero nel XIX secolo.

#### Palazzo del seminario
Il palazzo del seminario, su indicazione del Concilio di Trento, fu voluto dal vescovo Gonzalo de Rueda. Il progetto elaborato fu ripreso dal vescovo Serafino Brancone. Alla costruzione contribuì il comune della stessa città con una donazione di 300 ducati e dopo aver venduto alcuni beni appartenenti all'abbazia di San Mauro di Sannicola. Il 16 marzo 1752 fu posta la prima pietra di costruzione, ad opera di mastro Adriano Preite da Copertino. Il palazzo fu terminato nel 1756 ed inaugurato nel 1760 dal vescovo Ignazio Savastano. L'esterno è riccamente decorato con una squisita grazia barocca con temi e motivi ripresi poi da altri palazzi di Gallipoli, come palazzo Doxi. Dal 12 luglio 2004 è sede del museo diocesano: contiene numerosi dipinti, quadri, tesori e paramenti ecclesiastici del 1600-1700 oltre ai busti argentei di Sant'Agata e San Sebastiano, patroni gallipolini.

#### Palazzo D'Acugna
Il palazzo era di proprietà del condottiero Francisco Antonio de Acuña Cabrera y Bayona che lo volle dedicare al re di Spagna Filippo IV; questo è dimostrato da una lunga iscrizione (tuttora presente) : CAPITAN DON FRANCISCUS VERDADEROS (DEDICA A) FILIPPE QUARTO NVESTRO SENOR ESTA (CONSTRVCCION) DMDCXXV. Lo stabile rientra nella tipologia dei palazzi del 1500, con un portone durazzesco; sono di epoca successiva i balconi che hanno danneggiato in parte la lunga iscrizione spagnola.

#### Palazzo Pasca
Il Palazzo fu edificato nel XVI secolo dalla nobile famiglia del barone Giacomo De Letta che sposò la N.D. Caterinella dell'Acaya sorella dell'architetto del re, Giangiacomo, questa nobile famiglia si estinse con Nobilina. Successivamente fu di proprietà dei nobili Pernetta e sul finire del XVIII sec. appartenne al canonico Francesco Pasca che ebbe la facoltà di celebrare la messa in un oratorio privato. La struttura presenta un ampio balcone sormontato su delle mensole; barocca è la decorazione del portone principale.

#### Palazzo Romito
È sicuramente uno dei palazzi più affascinanti e caratteristici della cittadina ionica in quanto è riccamente decorato con busti di personaggi, colonne, contrafforti e con balconi in stile rococò.
Appartenne anche al nobile e storico Bartolomeo Ravenna ed è sito in un luogo intitolato le monachelle ospiti del palazzo.

#### Palazzo Briganti
Lo stabile sorge ad angolo retto e presenta due stili diversi poiché esso fu costruito in due epoche diverse (1500-1700); qui nacquero Tommaso, Domenico e Filippo Briganti, giurisperiti molto conosciuti in quel tempo; la loro nascita è testimoniata da una targa affissa dal Comune della stessa città. L'interno era ricchissimo di decorazioni, ma oggi di tutto questo è rimasto ben poco. Tuttavia sono ancora osservabili decorazioni con stucchi, porte in legno intarsiato, un altare incassato posto in una camera da letto con due ante, chiudibile a mo' di armadio. Nei sotterranei si trova un frantoio, la cui entrata è posta in via Angeli: esso è scavato nel banco di roccia calcarenitica (tufo) e serviva per la produzione di olio.
Fino agli anni '80 del 1900 era ospitata nei locali una scuola elementare.

#### Palazzo D'Ospina

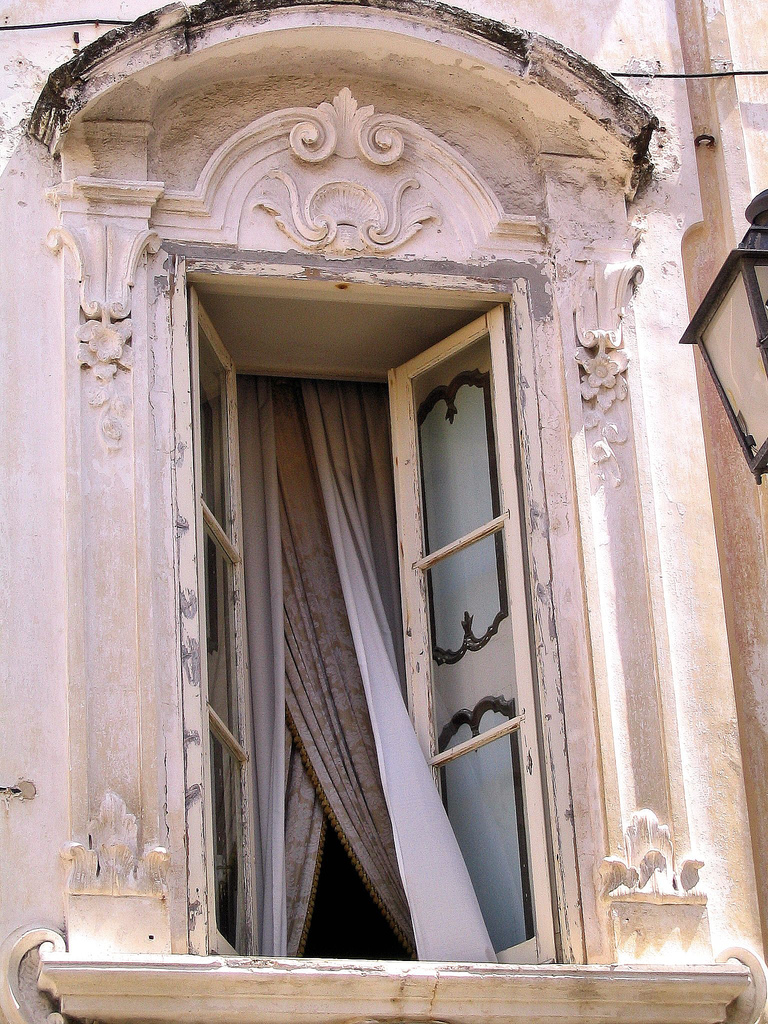
particolare della finestra di Palazzo D'Ospina

L'architettura civile risale al XVII secolo e fu ristrutturato e abbellito con stucchi veneziani dai De Pace; nacque qui infatti, l'eroina e infermiera ormai molto conosciuta Antonietta De Pace, figura portante del Risorgimento. Ebbe l'onore di entrare a Napoli con Giuseppe Garibaldi nel 1860. Nel 1774 fu acquistato dai D'Ospina famiglia nobile di origine spagnola e fu ristrutturato notevolmente dal commerciante Giovanni De Pace.

#### Palazzo Fontana
Su via Miceti si erge imponente palazzo Fontana, così definito dal nome degli attuali proprietari. Commissionato da Domenico Doxi nel XVIII secolo, rappresenta un significativo esempio del barocco presente in città. Caratteristica dell'edificio è il frantoio ipogeo.

#### Palazzo Vallebona
Palazzo Vallebona si trova nei pressi del Monumento ai Caduti. Antonio Vallebona ne iniziò la costruzione nel 1930 e arrivò al completamento l'anno successivo, con un costo di 360 000 lire. Il palazzo ha un alto belvedere ed è attualmente un'abitazione privata; uno dei locali dell'edificio ospita la sede di Gallipoli dell'acquedotto pugliese.

#### Palazzo Munittola
Palazzo Munittola risale ai primi anni del XVII secolo. Era di proprietà del fisico Orazio Munittola, proveniente da Morciano. Lo stemma della famiglia è composto da un tronco con i rami spezzati su cui poggia un cardellino. Alla destra dello stemma è posta una stella d'argento. Il portone di ingresso è dominato da elementi che richiamano al mondo greco, come le metope e colonne doriche-romaniche. Ha quattro paraste di origine dorico su cui poggia una trabeazione, costituita da architrave, fregio e cornice.

#### Palazzo Rocci (Municipio)
La struttura è sede del Comune di Gallipoli ed appartenne ad una delle famiglie più nobili del 1700; comprende quindici stanze oltre a cortili, logge e trappeti.
Nell'ingresso sud vi è una scala che si divide in due braccia coll'effigie di S. Giuseppe e la nascita di Gesù. L'edificio è stato rinnovato sul finire del XIX secolo dopo l'acquisto da parte del Municipio. Molto caratteristica è l'epigrafe posta accanto al portone di ingresso che evoca la fatidica data del 20 settembre (festa della liberazione) proposta dal deputato gallipolino Nicola Vischi. Essa reca la seguente iscrizione:
"Pensiero e coscienza di Popolo dalla breccia di Porta Pia proclamarono al mondo la Roma dei Papi intangibile capitale d'Italia oggi che per legge proposta dal rappresentante politico di Gallipoli la nazione per la prima volta celebra in trionfo LA GLORIA DEL SECOLO orgogliosa la cittadinanza pone XX SETTEMBRE MDCCCXCV".

#### Palazzo del Capitolo
Il Palazzo del Capitolo è del XVIII secolo. Fu commissionato dal Capitolo della Basilica pontificia Cattedrale di Gallipoli nel 1730 all'architetto Preite, il quale progettò il palazzo Doxi e il palazzo del Seminario. Per 1030 ducati realizzò il progetto. Il palazzo passò in mano alla famiglia Portone che, nel 1926 lo modernizzò e ristrutturò l'interno. Caratteristica è il mignano, un elemento architettonico prettamente salentino; esso non è altro che un palco sospeso che si affaccia sulla strada. Su di esso rimane oggi il bello stemma del Capitolo, che rappresenta il sacrificio della santa protettrice di Gallipoli con una tronchesina che fa riferimento al martirio; sono presenti dei rami di palma, simbolo di gloria.

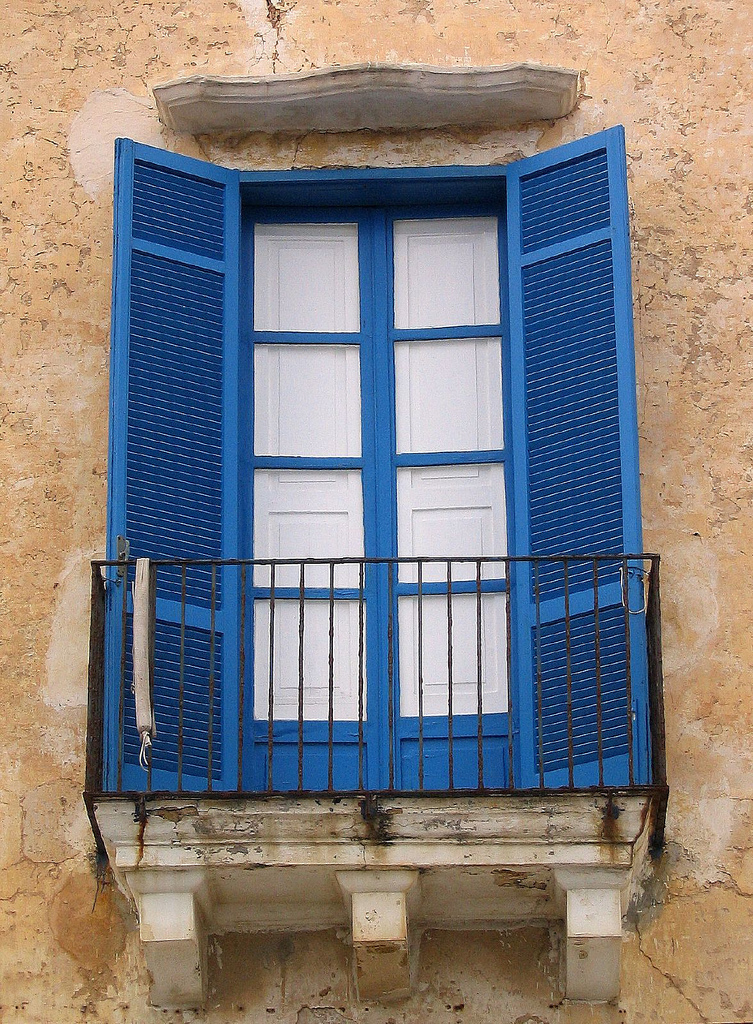
Particolare di Palazzo De Tomasi nella città vecchia

#### Altri edifici di interesse storico

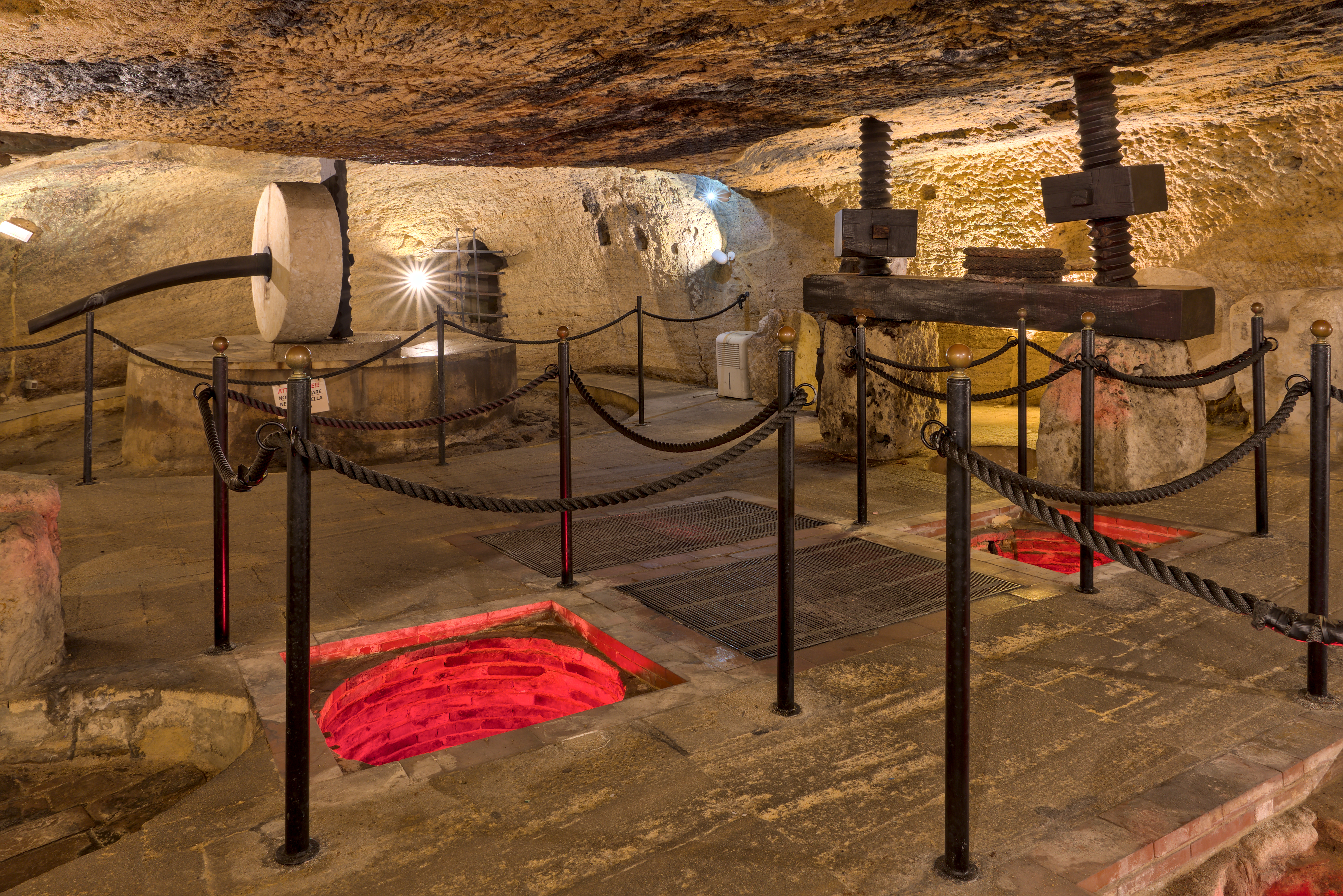
Frantoio Ipogeo

- Frantoi ipogei (scavato nella roccia calcarea)
- Palazzo Pasca (XVI secolo)
- Palazzo Calò (XVII secolo)
- Palazzo Talamo (XVII secolo)
- Palazzo De Tomasi. Lo stemma araldico della Famiglia de Tomasi è d'azzurro al leopardo d'oro posto sopra un monte di tre cime al naturale movente dalla puntala punta, sovrastato da un rastrello a sei denti e quattro gigli.
- Palazzo Ravenna (XVII secolo)
- Palazzo Pizzarro (XVI secolo)
- Palazzo Zacheo (XVII secolo)
- Palazzo Pantaleo (XVI secolo)
- Palazzo D'Ospina (XVIII secolo)
- Palazzo D'Acugna (XVI secolo)
- Palazzo Senape-De Pace (XVI-XVII secolo)
- Palazzo Balsamo (XV-XVII secolo)
- Palazzo Venneri (XVI secolo)
- Teatro Garibaldi (XIX secolo)
- Palazzo Granafei (con epigrafi relative al dominio spagnolo) (XVI secolo)
- Palazzo Zacà appartiene tuttora a questa famiglia. Al suo interno è presente una bellissima carrozza d'epoca perfettamente conservata oltre a numerosissimi cimeli, armi, lance, armatura ed un elmo appartenuto ad un soldato spagnolo di Carlo V.

#### Fontana antica

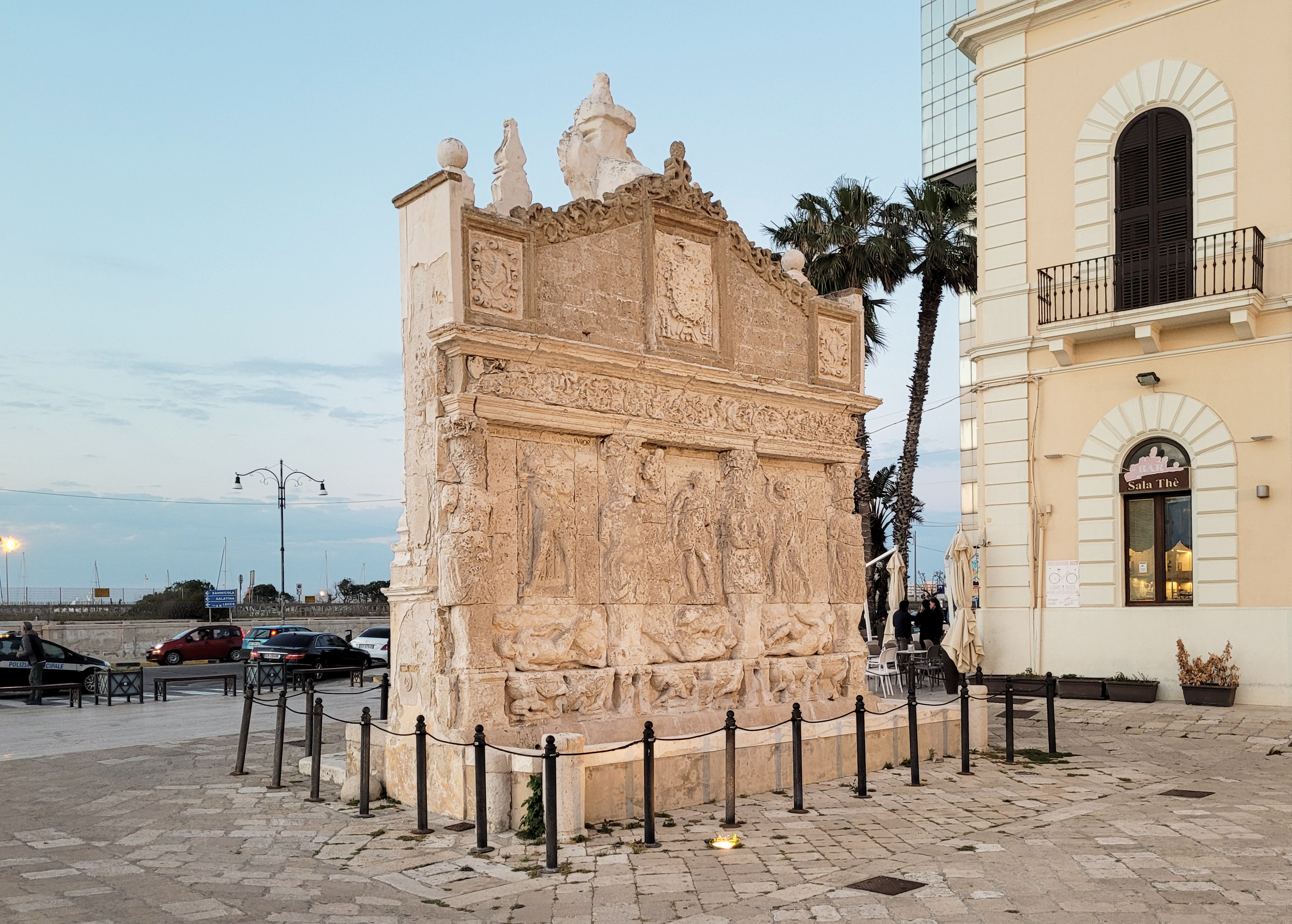
Fontana greca

La fontana antica, conosciuta come fontana greco-romana è situata nei pressi del ponte seicentesco che congiunge la città nuova con il borgo antico.
Per molto tempo è stata datata intorno al III o II secolo a.C., facendosi ritenere quindi che fosse la fontana più antica d'Italia. La datazione tuttavia è dubbia. Alcuni storici dell'arte ritengono che i rilievi siano opera di mastri del XVI secolo, epoca in cui si usava ricopiare in nuove sculture antiche rappresentazioni scultoree. La facciata, che guarda a scirocco, è suddivisa in tre parti da quattro cariatidi che sorreggono l'architrave con un ricco decoro ed è alto circa 5 m. Nei bassorilievi, ricavati da lastre di pietra dura locale, sono scolpite scene che rappresentano le tre metamorfosi delle mitologiche Dirce, Salmace e Biblide. Sull'altra facciata, realizzata con la funzione di sostegno nel 1765, vi sono collocati lo stemma di Gallipoli, un'epigrafe in latino e le insegne del sovrano Carlo III di Borbone. In basso è collocato l'abbeveratoio dove in passato si dissetavano gli animali.

### Architetture militari

#### Castello aragonese

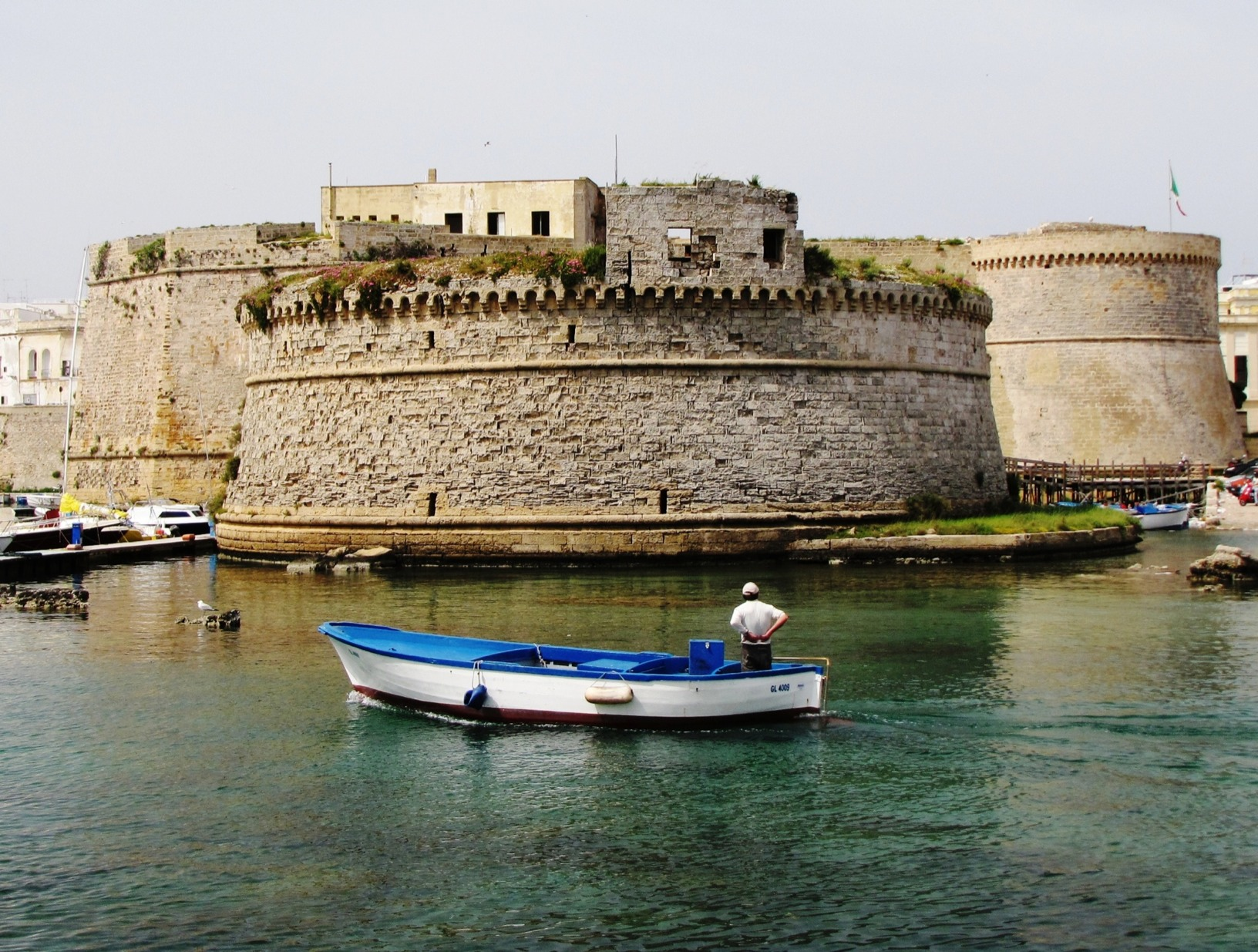
Il Castello e il Rivellino

Il Castello aragonese, circondato quasi completamente dal mare, sorse in una prima ed embrionale forma, in epoca romana. Probabilmente distrutto e ricostruito più volte nel periodo delle invasioni barbariche E stato ristrutturato almeno 2 volte in epoca bizantina, nel VI e nel X secolo.
Ha subito rifacimenti sia in periodo normanno che svevo. Riportò danni gravissimi durante l'assedio del 1268 e fu nuovamente ristrutturato in tarda epoca angioina. Subì radicali modifiche in periodo aragonese quando fu costruito un recinto a pianta poligonale fortificato da torri cilindriche e assumendo l'aspetto odierno. Gli interventi più significativi furono eseguiti dall'architetto senese Francesco di Giorgio Martini per conto di Alfonso II di Napoli.
Poteva contenere fino a 500 armati.
Nel 1522 venne costruita la cortina di levante denominata Rivellino, staccata dal perimetro della fortezza e isolata nelle acque. Nella parte superiore della torre si trovavano ancora le originarie catapulte e i cannoni usati per difendere la città. L'accesso al Rivellino è consentito mediante un ponte levatoio in legno ancora esistente.
Il castello possiede grandi sale con volte a botte e a crociera, vari cunicoli e camminamenti. La forma della fortezza rimase invariata sino alla seconda metà dell'Ottocento; fra il 1870 e il 1879 fu riempito il fossato e la facciata fu coperta con la costruzione del mercato ittico.

#### Cinta muraria

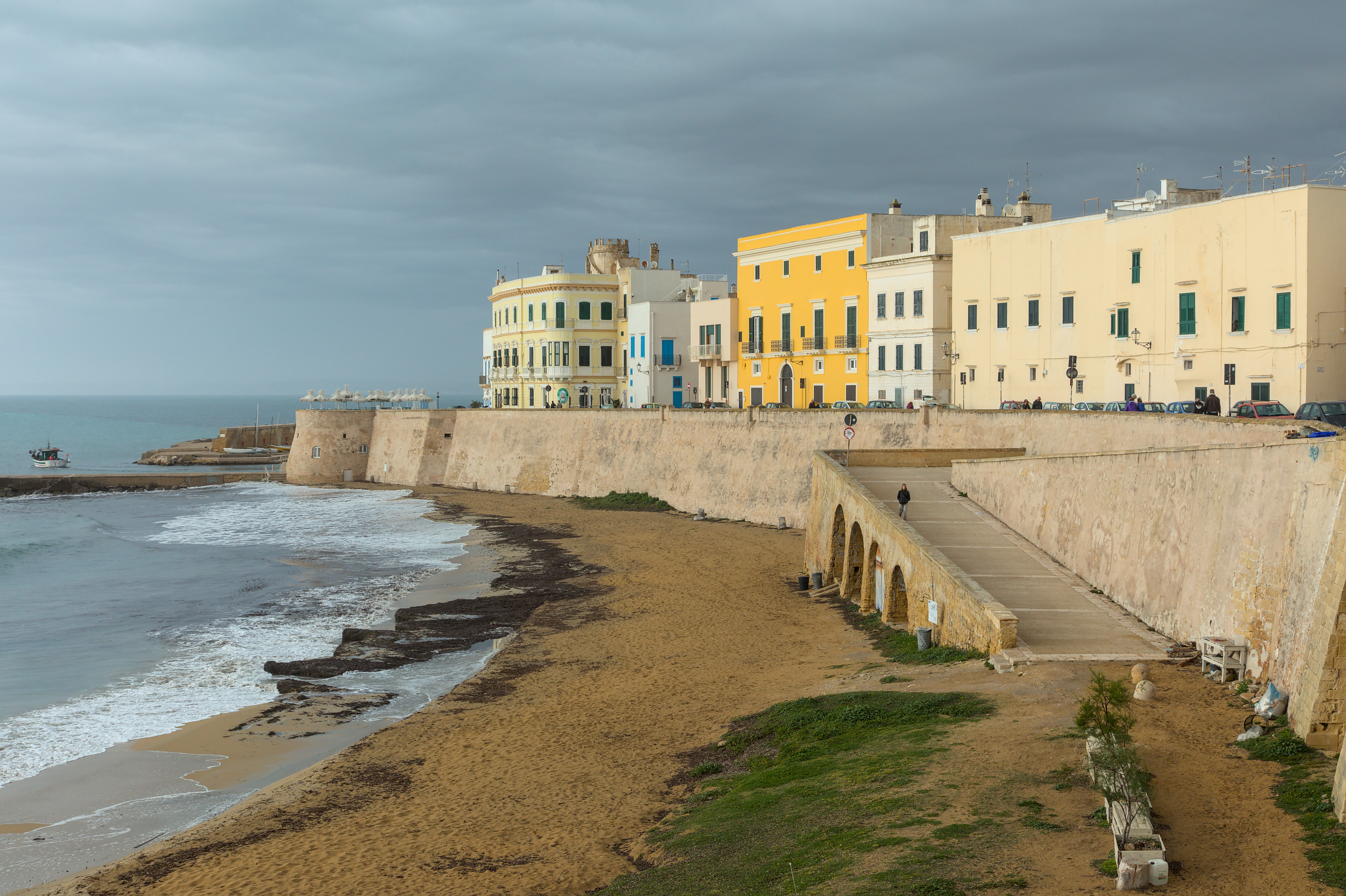
Spiaggia della Purità e mura cittadine

Le mura di Gallipoli ad oggi ancora in gran parte visibili furono edificate a partire dal XIV secolo e ammodernate nel Cinquecento in epoca spagnola. È probabile che esse siano state costruite sul perimetro di preesistenti mura di epoca bizantina. La città, attaccata ed assediata più volte durante la sua storia, si è cinta nel tempo di muraglie, torri e bastioni. In origine esistevano 12 torrioni o bastioni: Torre di San Francesco di Paola, il Fortino di San Giorgio, il Fortino di San Benedetto, il Torrione di San Guglielmo, il Forte di San Francesco d'Assisi, la Torre del Ceraro, il Baluardo di San Domenico o del Rosario, il Bastione di Santa Venerandia o di Santa Venere, la Muraglia di Scirocco, la Torre di San Luca, la Torre di Sant'Agata o delle Saponere e la Torre di San Giuseppe o della Bombarda. Alcune di queste costruzioni sono state demolite in epoca moderna e al loro posto costruiti piazze o palazzi.

Bastione degli angeli
Nel 1634 il suo nome era Torre del Quartararo, nel 1755 c'era una fabbrica di cera che diede il nome al bastione come torre del ceraro. Originariamente era di forma pentagonale e nel XVI secolo sul lato di tramontana fu aggiunta una struttura somigliante ad una piccola torre con appostamenti per moschetti e cannoni di piccolo calibro per la difesa del bastione di San Francesco.

Bastione di San Domenico o degli arsi vivi
Come dice il Ravenna anticamente si chiamava di Santa Maria delle Servine perché al posto dell'attuale convento dei Frati Domenicani c'era il convento dei Monaci Basiliani precedente l'anno mille. Inizialmente a pianta circolare, nel 1593 fu ricostruito per volere del Viceré Conte della Mirandola da Angelo Bischetimi, Bruno Allegranzio e Angelo Spalletta. Fu ricostruito a pianta pentagonale come lo è ancora oggi con 6 bocche di fuoco per il tiro radente di cui 2 guardano la muraglia di scirocco. Il 5 agosto 1595 in uno dei depositi per la polvere da sparo all'improvviso scoppiò un incendio, in cui morirono bruciati vivi tredici operai gallipolini. Ebbe questa funzione fino al 1769 e alla fine dell'Ottocento il Comune lo diede in affitto alla Società di Produzione e Costruzione e nel 1916 Agesilao Flora costruì un istituto d'arte. Le sue bocche di fuoco sono rimaste in funzione fino alla fine della Seconda guerra mondiale, usate come appostamento dai soldati italiani per la sorveglianza del mare di scirocco da eventuali sbarchi.

Bastione delle anime o del governatore
A pianta quadra, fu rinforzato nel 1544 sotto l'egida del governatore della provincia Ferdinando Loffredo, ornandolo del suo stemma familiare, di una targa di ammonimento per chi avesse tentato di espugnarlo e una statua di Santa Veneranda.

Bastione di San Francesco
Era la struttura più imponente con molte camere e corridoi. Un avancorpo si affacciava di fronte all'isola del campo e si chiamava Spuntone o Cavaliere di San Francesco. Soggetto alle furie del vento fu più volte ristrutturato e rinforzato. Nel 1684 la Casa Reale Spagnola posizionò una statua di San Fausto e una lunga targa latina per commemorare la riuscita ricostruzione voluta da Don Pedro Montoya e dal Viceré Don Gaspare De Haro. Durante il vescovato di  Pellegrino Cibo c'era la chiesa di Santa Maria dello Spuntone e accanto alla chiesa di Santa Maria Ad Nivem del 1559. Sui suoi resti è costruito palazzo Ferocino, oggi padroni gli Zanchi.

La torre del fosso
Non era un vero e proprio bastione, in realtà si tratta di una sopraelevazione fatta per difendere tutto il fossato che era presente tra il Bastione di San Domenico e il Bastione delle Anime. Serviva per la quarantena della gente malata, ancora oggi lungo tutto il muro di scirocco c'è un grande marciapiede costruito proprio sulle fondamenta della torre. Sotto c'è ancora l'antico camminamento segreto che univa i due bastioni e passa per tutto il perimetro del centro storico di Gallipoli.

Bastione di San Luca
Chiamato così per l'antica chiesa dedicata al Santo, aveva pianta circolare ma nel 1622 fu ricostruito dall'architetto gallipolino Lachibari che gli diede forma triangolare. Aveva il compito di difendere parte del Canneto e del castello e negli anni Trenta del Novecento fu costruita una scalinata a due rampe che scende dritta in mare, dove inizia il bacino artificiale delle "Scale Nove".

Bastione di Sant'Agata
Questo bastione presenta forma rettangolare e fino al 2016 i lati Nord ed Est erano completamente circondati dal mare. Ricostruito nel '500 aveva bocche di fuoco che sparavano ad altezza d'uomo. Il secondo piano ha altre tre postazioni per il tiro di altezza intermedia, che spezzava gli alberi maestri delle navi nemiche con grosse palle di pietra da 4/5 chili. Il terzo piano, oggi non più esistente, aveva una camera con varie aperture per cannoni di medio calibro e moschetti o spingarde.

Bastione della Puritate
Rimasto in piedi fino al 1836, aveva una struttura circolare con un rinforzamento quadrato sul suo lato destro. Fu abbattuto per realizzare la rampa di discesa alla spiaggia. Guardando la prima apertura delle sette presenti sul muro della puritate è possibile vedere un bastione circolare che molto probabilmente risale al XII/XIV secolo, inglobato successivamente nel bastione ormai scomparso.

Bastione di San Benedetto
È un bastione a pianta circolare, affiancato a sinistra da un piccolo bastione rettangolare. È gemello del bastione di San Giorgio e avevano il compito di difendere la cortina Nord, il porto mercantile e la Puritate. Questo bastione aveva quattro piani e al primo si sono conservate le sue strutture quasi intatte. Nel 1691 era armato con una "petrera" che gettava palle infuocate da 17 libbre e da un cannone di oltre 700 chili. Furono fatti altri lavori nel 1684.

Bastione di San Giorgio
Bastione gemello di San Benedetto, si affacciava all'antico "Scoju ta Sabbata" (scoglio del riposo) dove anticamente si facevano spettacoli. Si alzava imponente sulle mura fino al 1880 come lo si vede in un quadro dello stesso anno del Newbery. Oggi rimane solo un piccolo spiazzo e l'interno è utilizzato come deposito.

#### Torri costiere
Le torri costiere presenti nel territorio di Gallipoli sono quattro: (da sud a nord) Torre del Pizzo, Torre San Giovanni la Pedata, Torre Sabea e Torre dell'Alto Lido. Le torri, tutte costruite nel XVI secolo, furono volute da Carlo V per la difesa del territorio salentino dalle incursioni dei Saraceni.

### Borgo
- Monumento ai caduti
- Chiesa del Sacro Cuore di Gesù (1959) (sede della confraternita del Santissimo Sacramento)
- Monumento al riccio, realizzato nel 2001 dall'artista locale Enrico Muscetra e finanziato dal concerto di Goran Bregović
- Chiesa di San Gerardo
- Chiesa di San Lazzaro

## Società

### Evoluzione demografica
Abitanti censiti

### Etnie e minoranze straniere
Al 31 dicembre 2020 a Gallipoli risultavano residenti 357 cittadini stranieri. Le nazionalità più rappresentate provengono da:
- Romania - 61
- Cina - 43
- India - 36
- Bulgaria - 20

### Lingue e dialetti

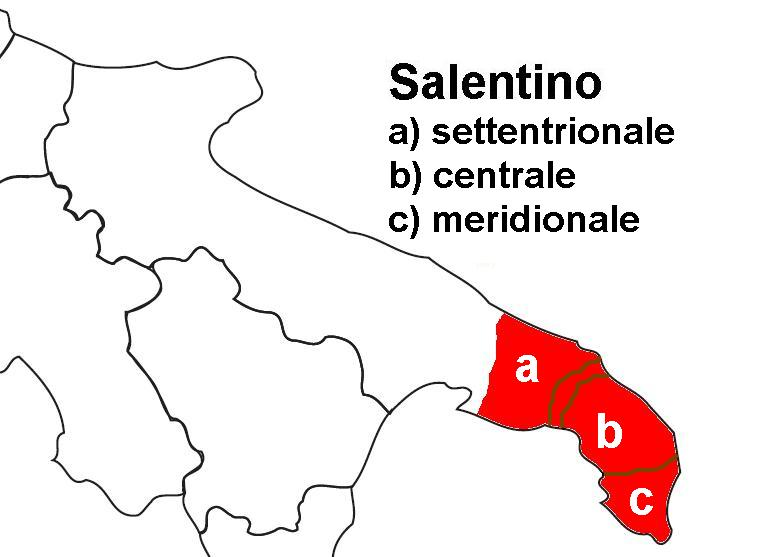
Dialetto salentino

Oltre all’italiano, a Gallipoli si parla pure il dialetto gallipolino (o gallipolitano, come era detto in passato), una variante del salentino. A causa della vocazione marinaresca e commerciale della città questo dialetto è stato influenzato maggiormente dagli altri dialetti meridionali rispetto a quello salentino. Presenta al suo interno chiare influenze del dialetto siciliano e calabrese e si differenzia dal dialetto leccese. Il territorio di Gallipoli si presenta come area linguistica di compromesso: fondamentalmente è di tipo meridionale, ma è stato raggiunto da parziali innovazioni di tipo brindisino. Le forme verbali e gli aggetti presentano per e, o chiusi esiti di tipo meridionali idda, china, fridda, bbìu bevo, crìu credo, curta, russa, raspundu, scundu a Gallipoli, Alezio, Sannicola; i sostantivi, specie se di sillaba libera, presentano esiti condizionati di tipo brindisino come a Nardò, pepe, penna, sera, tela, pesce, stedda, fronte, monte, culore, sutore, napote, croce, noce (prima condizioni) e citu, misi, paisi, culuri, naputi, nuci, cruci (seconde condizioni), accanto però a site, nive, pira.

### Religione

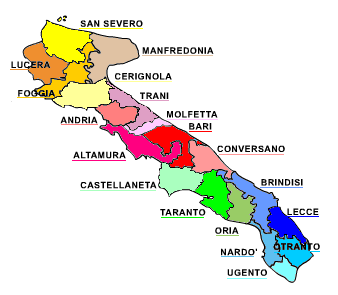
Regione ecclesiastica della Puglia

Gallipoli è sede, insieme a Nardò, della diocesi di Nardò-Gallipoli, suffraganea dell'arcidiocesi di Lecce appartenente alla regione ecclesiastica Puglia, retta dal 16 luglio 2013 dal vescovo Fernando Filograna.
La diocesi nacque il 30 settembre 1986 quando alla diocesi di Nardò, eretta il 13 gennaio 1413, fu unita la diocesi di Gallipoli, che era stata eretta nel VI secolo.

### Tradizioni e folclore

Immagine storica della Processione dell'Addolorata a Gallipoli, organizzata dalla Confraternita di Maria Santissima del Monte Carmelo e della Misericordia Orazione e Morte. Al centro in abito corale l'allora vescovo Nicola Margiotta. In secondo piano si può notare il baldacchino sotto il quale è presente una stauroteca

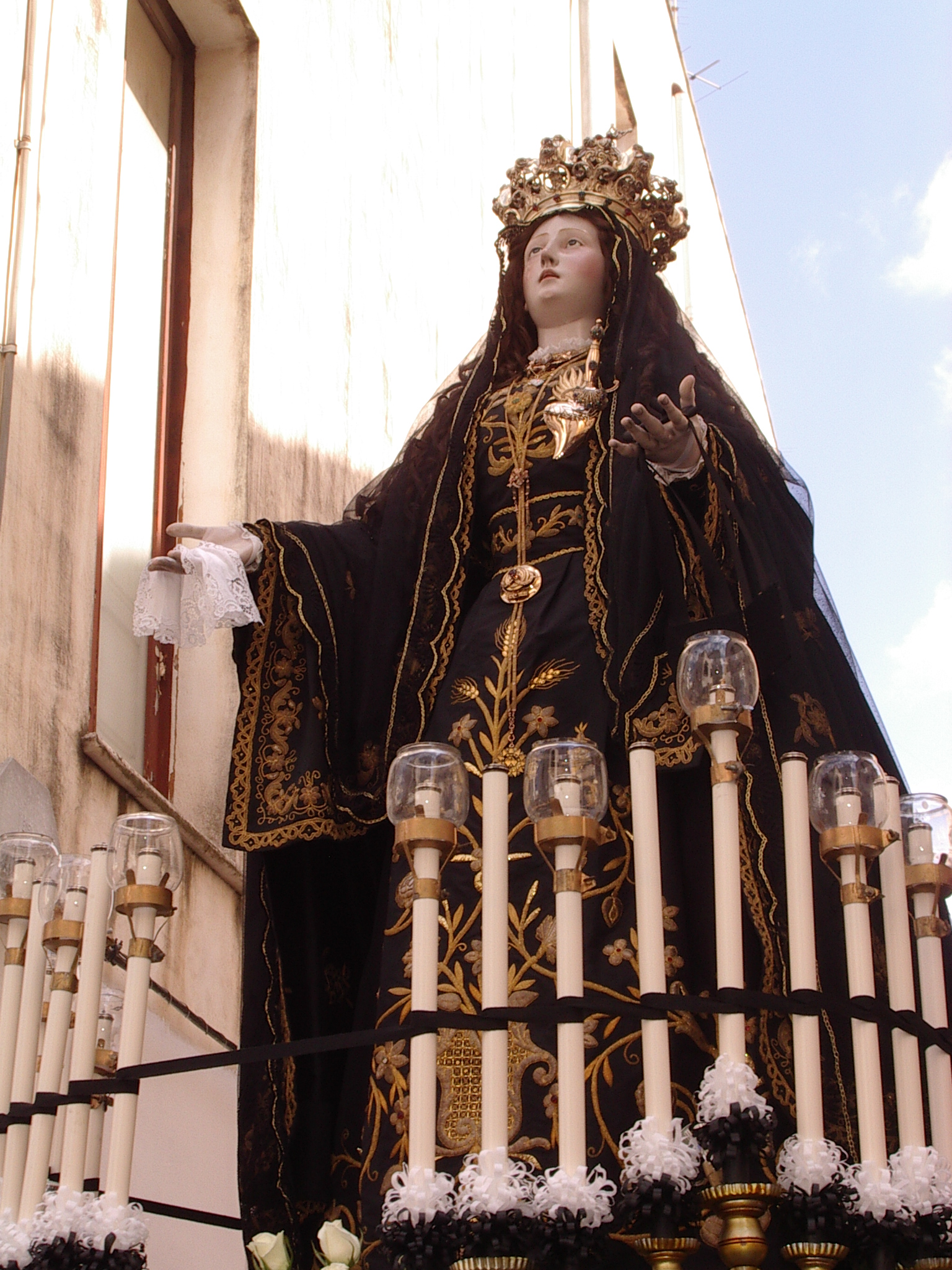
Maria SS. Addolorata venerata a Gallipoli

Molto sentiti sono i riti della Settimana Santa con le processioni degli "incappucciati" e penitenti, il Venerdì precedente la Domenica delle Palme, con la processione del settecentesco simulacro dell'Addolorata, attestata sin dal Trecento e organizzata dalla Confraternita di Maria Santissima del Monte Carmelo e della Misericordia Orazione e Morte, la festa patronale di Santa Cristina (23-24-25 Luglio). La tradizione vuole che sia stata proprio Santa Cristina, nel 1867, a liberare la città di Gallipoli dal colera che l'aveva colpita.
Il periodo natalizio inizia il 15 ottobre di ogni anno, ricorrenza di Santa Teresa. Si realizzano presepi in cartapesta e, a Capodanno, il Pupu, un personaggio di cartapesta artigianale raffigurante un vecchio (l'anno trascorso) che alla mezzanotte viene fatto scoppiare per dare il benvenuto al nuovo anno.

### Istituzioni, enti e associazioni
La principale struttura sanitaria del comune è l'ospedale Sacro Cuore di Gesù, terzo della provincia per dimensioni e, dall'anno accademico 2018-19, in convenzione con l'università del Salento e l'università degli studi di Bari Aldo Moro, nosocomio deputato alla formazione di tirocinanti e specializzandi dei corsi di laurea della facoltà di medicina e chirurgia.

## Cultura

### Istruzione

#### Biblioteche
- Biblioteca comunale "Ex Sant'Angelo"

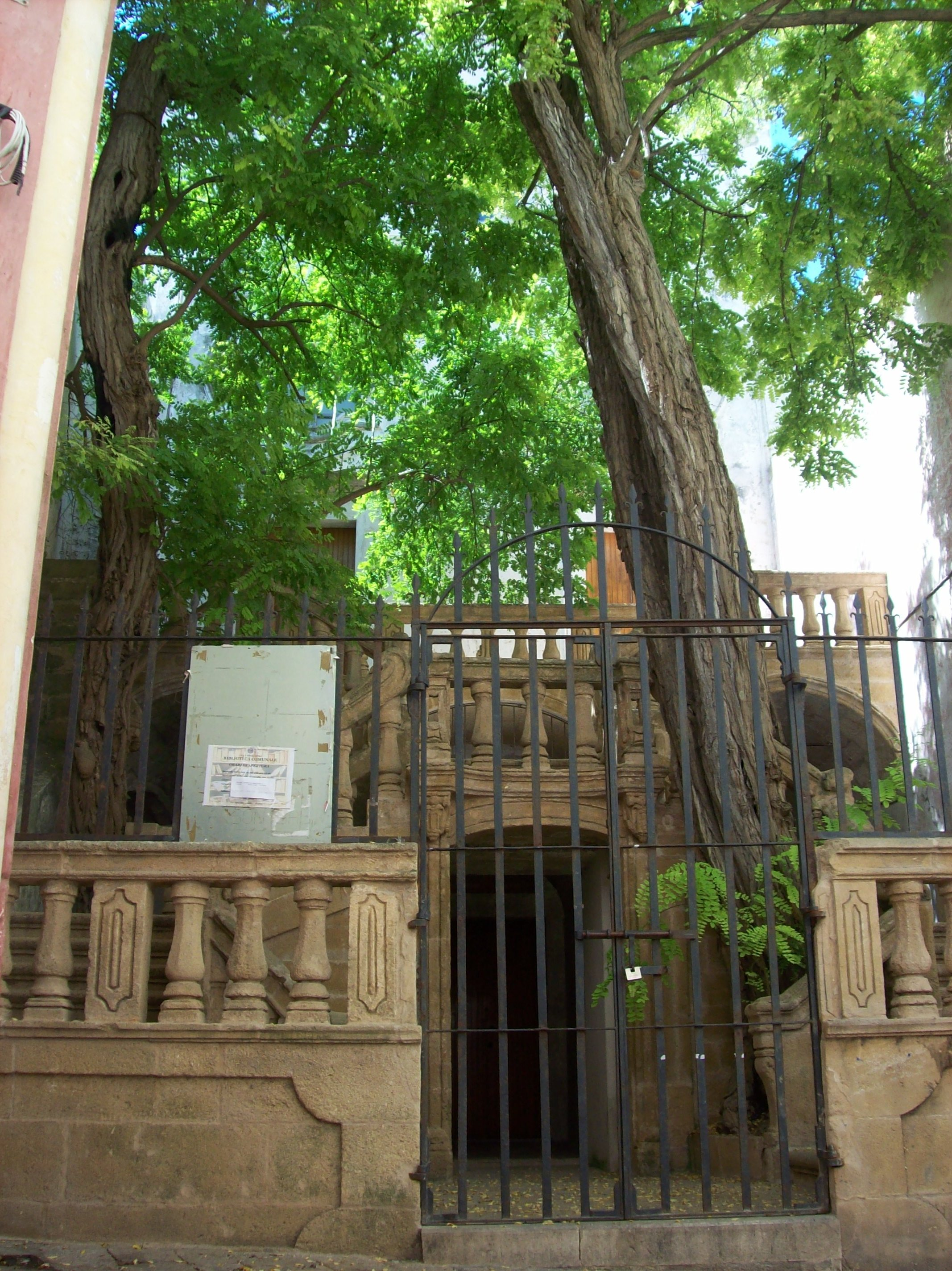
Esterno della Biblioteca e Archivio Storico

La Biblioteca di Sant'Angelo è una delle più antiche e importanti e della Puglia per la provenienza e la datazione dei volumi. Essa sorge in un'antica chiesa confraternale risalente al 1732 che era sede della Confraternita dei Nobili; presenta una facciata semplice con una doppia scalinata in carparo. L'interno è costituito da una sola navata e alle pareti sono presenti delle nicchie che rappresentano profeti e re biblici oltre a delle tele attribuite al Manieri (1687 - 1744). Molte tele ora sono conservate nel Museo Diocesano di Gallipoli, presso la Basilica Cattedrale.
Nel 1823 il decano e arciprete della Cattedrale di Gallipoli, donò al comune una raccolta di tremila volumi; donò molte delle sue opere il più famoso Bartolomeo Ravenna.

#### Scuole

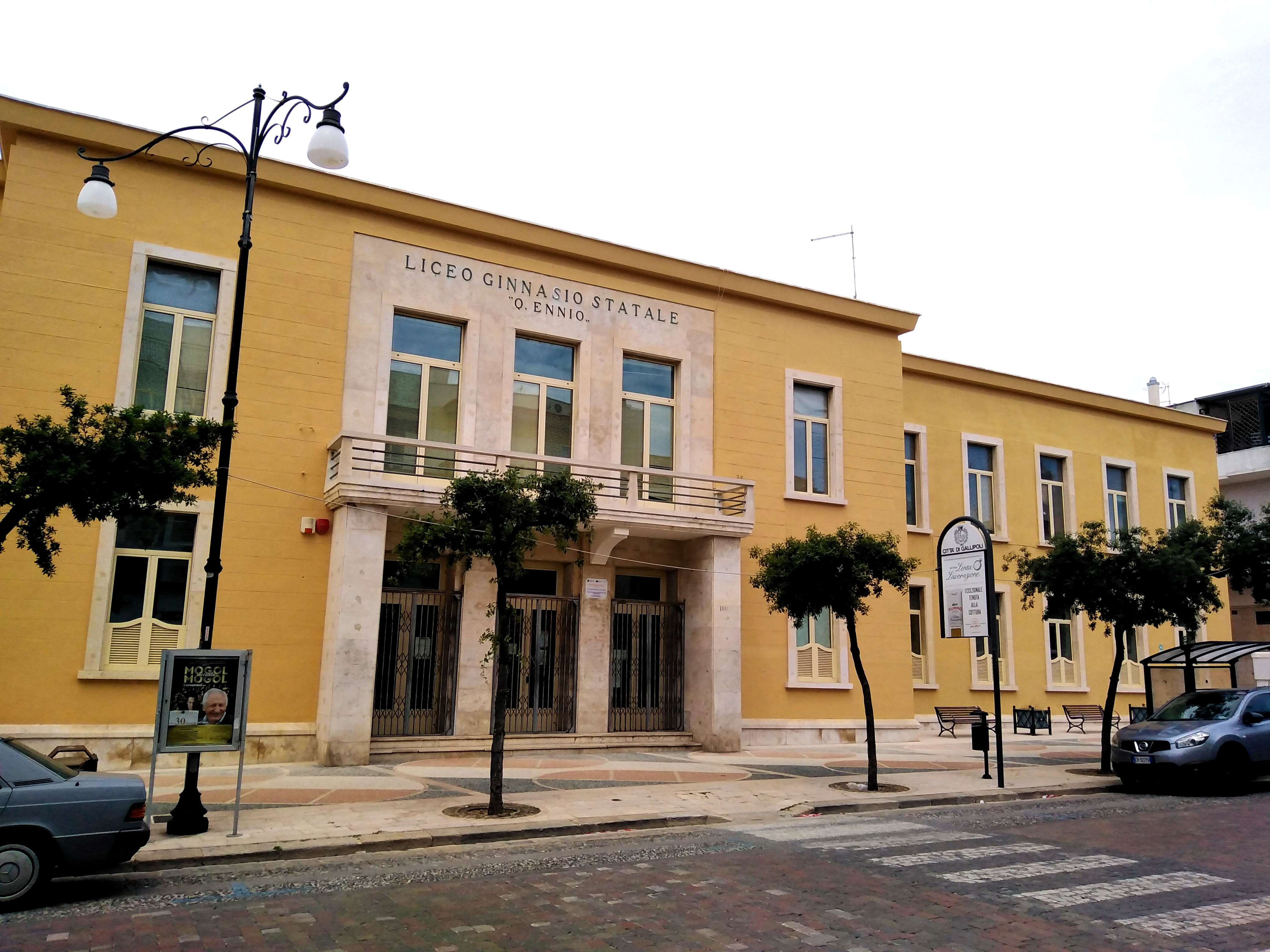
Sede centrale del liceo

Vi sono cinque scuole dell'infanzia, cinque scuole primarie, cinque scuole medie inferiori.
Presenti inoltre altri tre istituti superiori. Il più importante è il
Liceo Quinto Ennio che comprende liceo scientifico, classico, linguistico e sezione scienze umane.

#### Musei

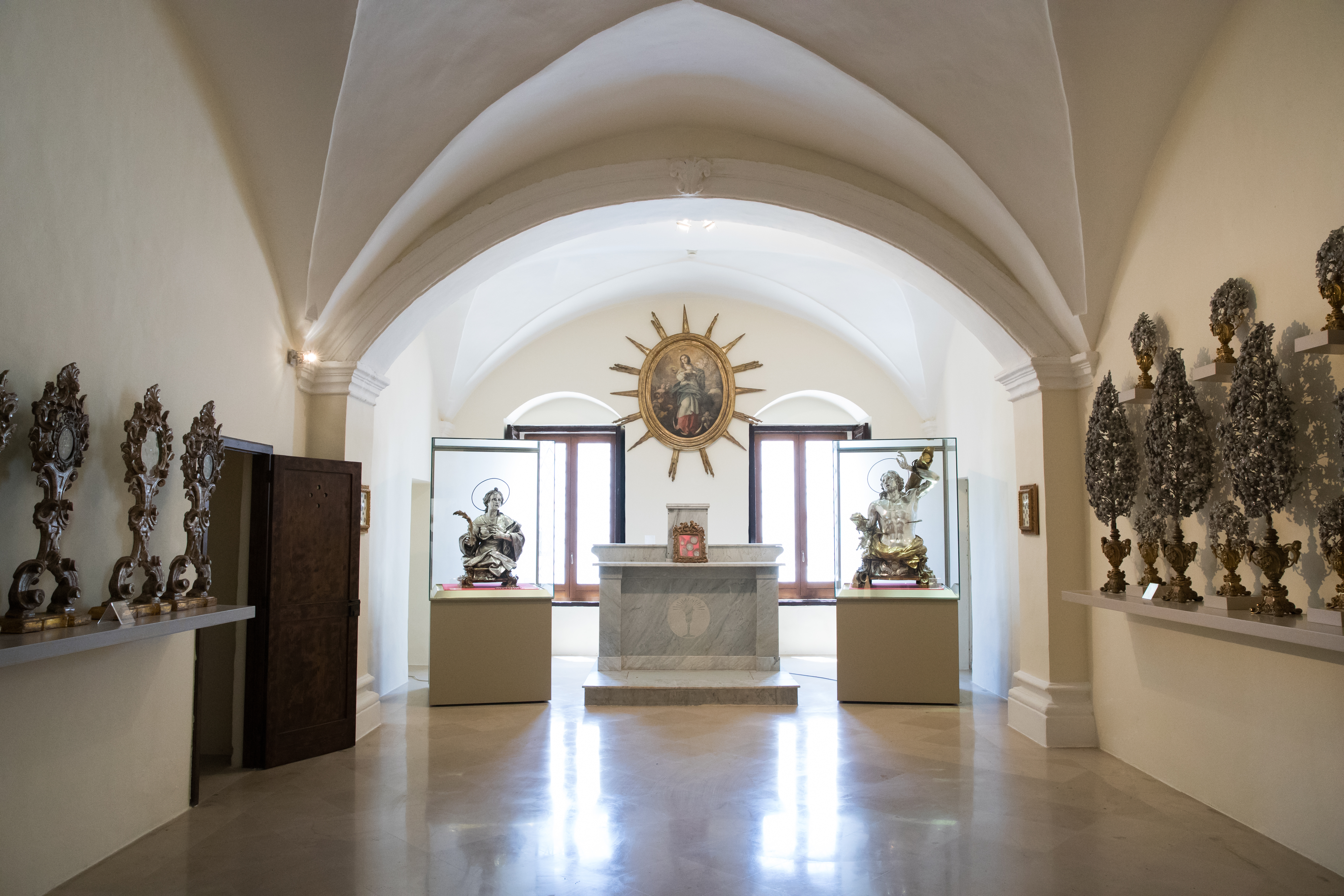
Museo diocesano di Gallipoli

- Museo diocesano,[63] intitolato a monsignor Vittorio Fusco, è stato inaugurato il 12 luglio 2004 su iniziativa della diocesi di Nardò-Gallipoli, con il contributo della Conferenza Episcopale Italiana, dell’Unione Europea e della Regione Puglia. Occupa la sede dell’antico seminario, attiguo alla basilica concattedrale di Sant'Agata, nel cuore del centro storico di Gallipoli. Edificio barocco, realizzato nel decennio tra il 1750 e il 1759 ad opera dei vescovi Brancone e Savastano, il seminario restò in attività per oltre due secoli, cessando la sua originaria funzione sul finire degli anni Settanta del secolo scorso. Rimasto pressoché integro nella sua pregevole struttura architettonica, il seminario è stato oggetto di vari interventi di restauro di carattere conservativo, finalizzati alla nuova destinazione quale sede del museo diocesano. L’adeguamento museologico, iniziato nel 1999 e terminato nel 2004, ha consentito di valorizzare l’intera superficie di 440 metri quadrati circa, distribuiti su tre piani, senza cancellare le tracce della sua originaria funzione.Museo diocesano di GallipoliTra il 2015 e il 2016, con il contributo dei fondi comunitari europei e regionali, è stato realizzato un intervento di manutenzione straordinaria della struttura architettonica e di restauro di gran parte delle opere pittoriche e scultoree in esposizione, con l’arricchimento della collezione con nuovi apporti e il miglioramento dell’allestimento museale. Nel museo Diocesano di Gallipoli sono confluite opere provenienti in massima parte dal tesoro della concattedrale e dall’ex-palazzo vescovile, ma anche dall’ex-chiesa di Sant'Angelo dei Nobili, dalla chiesa di San Francesco d’Assisi, dal convento dei Domenicani, dal santuario di Santa Maria del Canneto e dalla fondazione Fumarola. Tra le altre opere si possono ammirare calici, statue in cartapesta, paramenti sacri e oggetti liturgici in argento. Le opere esposte appartengono per lo più ai secoli XVII e XVIII, arco storico importante per i numerosi artisti, locali e forestieri, presenti sul territorio e per la munificenza di alcuni vescovi mecenati.
- Museo Emanuele Barba, in via Antonietta De Pace
- Museo del Mare che contiene la collezione di cetacei più importante della Puglia[64].
- Pinacoteca Coppola
- Museo di Storia della Medicina del Salento[65]
- Frantoio Ipogeo di Palazzo Granafei[66]
- Collezione Coppola
- Marea-Centro cultura del mare Gallipoli[67]

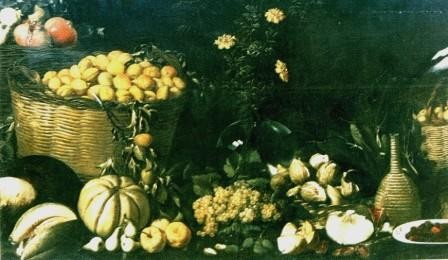
natura morta del Coppola, esposta nella "Sala Collezione Coppola"

#### Corte Gallo
Non rientra nella tipologia dei veri e propri musei, tuttavia "Corte Gallo" si può definire un "luogo del passato". Si tratta di una piazzetta senza sbocco, interna a un complesso abitativo e distaccata dalla viabilità principale ricca di oggetti tra cui la cosiddetta "macinula", uno strumento di legno attorno a cui nel passato veniva attorcigliata la lana per tessere, il "cofunu", una sorta di lavatrice che si differenzia dalla moderna poiché richiedeva il lavoro manuale; le "nasse di giunco", attrezzi che servivano per pescare. Le nasse possono essere a campana e a barile, entrambe hanno una strozzatura dell'entrata che costringe il pesce, attirato dall'esca, ad entrare forzando le maglie. In questo modo la preda non è poi più in grado di uscire. Sono numerosi inoltre gli attrezzi di falegnameria del passato, botti, carretti e lampade ad olio (Gallipoli nel XVI secolo era una delle maggiori piazze mondiali per l'esportazione di olio lampante usato per l'illuminazione).

### Media

#### Stampa
- Anxa, rivista dell'associazione culturale omonima, fondata dal prof. Luigi Giungato

### Cinema e teatri
- Il Cinema Teatro Italia è il teatro più grande della regione Puglia.[68] Fu costruito nel 1976 per iniziativa di Pasquale Petrucelli, su progetto dell'architetto Enzo Perna ed è collocato nell'arteria principale della città, Corso Roma. I lavori di costruzione iniziarono negli anni'60 dall'impresa di costruzioni Otello Torsello. Occupa una superficie di 4000 metri quadri ed ha una capienza di 1400 posti. I circa 40 camerini si dispongono su 2 piani. Il complesso è decorato dalle ceramiche realizzate dal maestro Giuseppe Macedonio. Nel 1998 iniziarono i lavori di ristrutturazione su progetto di Enrico Iaffei. Dopo un lungo periodo di chiusura, nel 2023 riapre al pubblico e riprende la programmazione teatrale e cinematografica.[69]
- Il Cinema Teatro Tito Schipa (già Eldorado) fu edificato nel 1900 ed era costruito completamente in legno. Successivamente la struttura venne gradualmente smontata per permettere la costruzione del nuovo stabile. Il materiale proveniente dall'antico Eldorado è stato sottoposto ad un attento lavoro di restauro terminato nel 1998. Il teatro occupa una superficie di 1000 metri quadri.[70]
- Il Teatro Garibaldi (già Teatro del giglio) è sito nel centro storico, nelle vicinanze della centralissima via Antonietta De Pace. Fu costruito nel 1825 e fu fortemente voluto da Bonaventura Balsamo, in omaggio alla casata borbonica. Negli anni '70 dell'Ottocento passò al comune di Gallipoli che affidò i lavori di restauro all'ingegnere Bernardini di Lecce, artefice del teatro Paisiello. Ha una struttura a staffa di cavallo e dispone di un doppio ordine di palchi. Fu poi costruita un'elegante facciata in stile neoclassico, alla sommità della quale si staglia imponente lo stemma cittadino in pietra. Nel 1879 fu dedicato a uno dei protagonisti del Risorgimento, Giuseppe Garibaldi. Il progettista ebbe a modello il Teatro San Carlo di Napoli.[71][72]
- Il Rivellino, struttura fortificata del Castello di Gallipoli, ha ospitato a partire dal 1945 un cinema all'aperto, con la capienza di ottocento posti a sedere. Il cinema ha chiuso i battenti nel 2005.[73]

### Filmografia
- Nostra Signora dei Turchi di Carmelo Bene
- Tre uomini e una gamba di Aldo, Giovanni e Giacomo e Massimo Venier
- Lu rusciu te lu mare di Fluid Video Crew
- L'anima gemella di Sergio Rubini
- Eccezzziunale veramente - Capitolo secondo... me di Carlo Vanzina
- Nu filu te jentu di caosvideo
- Mine vaganti di Ferzan Özpetek

#### Sceneggiati
- La piovra 2 di Florestano Vancini, alcune scene

### Cucina
Prodotti tipici della gastronomia gallipolina:
- Zuppa di pesce alla gallipolina
- scapece: l'ingrediente principale della scapece è il pesce che viene fritto e fatto marinare tra strati di mollica di pane imbevuta con aceto e zafferano all'interno di tinozze chiamate, in dialetto gallipolino, calette. Lo zafferano dona al piatto il colore giallo che lo rende caratteristico.
- 'Mboti: tipici involtini fatti con polmone e fegato di agnello.
- Pittule (durante il periodo natalizio)
- Puccia (il 7 dicembre)

### Eventi
Nel comune ha luogo il premio Barocco, conferito a personalità della comunicazione, della solidarietà, e dell'arte.

## Geografia antropica
Nei pressi della Torre Sabea era presente un antico e importante villaggio neolitico (terzo momento dell'età della Pietra) del quale sono rimasti chiari segni archeologici, benché coperti da uno strato di sabbia. Furono effettuate numerose ricerche che stabilirono che Gallipoli fu un centro molto popolato nella Preistoria.

### Urbanistica
La città di Gallipoli è quasi interamente circondata dal mare ed è una città molto importante in quanto si dice che qui terminasse la via Traiana con una colonna rimasta in vita sino al XIX secolo. Essa si può "dividere" sostanzialmente in due parti: il borgo nuovo ad est, e la città vecchia a ovest su una isola calcarea. La città vecchia ha conservato immutato il suo impianto urbanistico di carattere medievale. Secondo lo storico Ettore Vernole, la città doveva possedere un fortissimo sistema difensivo. L'orografia del sito dimostra tali costruzioni.

### Divisione della città
Come accennato in precedenza la città è suddivisa in due parti: la città nuova ed il centro storico. La prima è la parte più recente della città, costruita su una penisola che si protende nello Ionio verso ovest. Il centro storico, invece, si trova su un'isola di origine calcarea, collegata alla terraferma attraverso un ponte ad archi seicentesco. È proprio nel centro storico che sono presenti la maggior parte di edifici civili e religiosi. Il centro storico a sua volta è diviso in due zone: la parte che è rivolta a tramontana e quella rivolta verso scirocco. Dall'epoca medievale fino a pochi decenni fa era presente un ponte levatoio che serviva a rendere possibile l'accesso solo ai residenti. Al centro della città vecchia si trova la Basilica concattedrale di Sant'Agata con il Seminario, il Museo Diocesano e il Municipio (come in età feudale e medievale). Le stradine che sono in discesa portano verso i bastioni e il mare e quelle in salita portano verso la Basilica. Tra il XII ed il XIV secolo, in Italia ma anche in altre aree dell'Europa, si assiste a profonde trasformazioni delle città con un'intensa attività edilizia e importanti interventi urbanistici. Le città si ingrandiscono a seguito del forte incremento della popolazione dovuto all'inurbamento. Si sviluppano attività produttive e commerciali che consentono l'affermarsi di ceti sociali borghesi organizzati nelle associazioni di arti e mestieri. Il centro storico è chiamato gergalmente "padella" in quanto la sua forma ricorda molto quella della pentola.

### Frazioni
Le località balneari del territorio sono popolate quasi esclusivamente d'estate, a nord del centro urbano cittadino vi sono Lido Conchiglie - Padula Bianca e Rivabella, a sud Baia Verde, Li Foggi, Punta della Suina, Lido Pizzo.

#### Baia Verde
Baia Verde è una località balneare; situata a 3 km a sud di Gallipoli e a 6 km da Marina di Mancaversa nel comune di Taviano, presenta una costa bassa e sabbiosa. La località è posizionata in prossimità del Parco naturale regionale Isola di S. Andrea e litorale di Punta Pizzo, istituito il 10 luglio 2006 allo scopo di salvaguardare la variegata natura del luogo costituita da macchia mediterranea, pseudo steppe mediterranee, ambienti umidi e acquitrinosi.
Baia Verde è abitata prevalentemente d'estate e nell'ultimo censimento ha registrato una popolazione di soli 94 abitanti.

## Economia

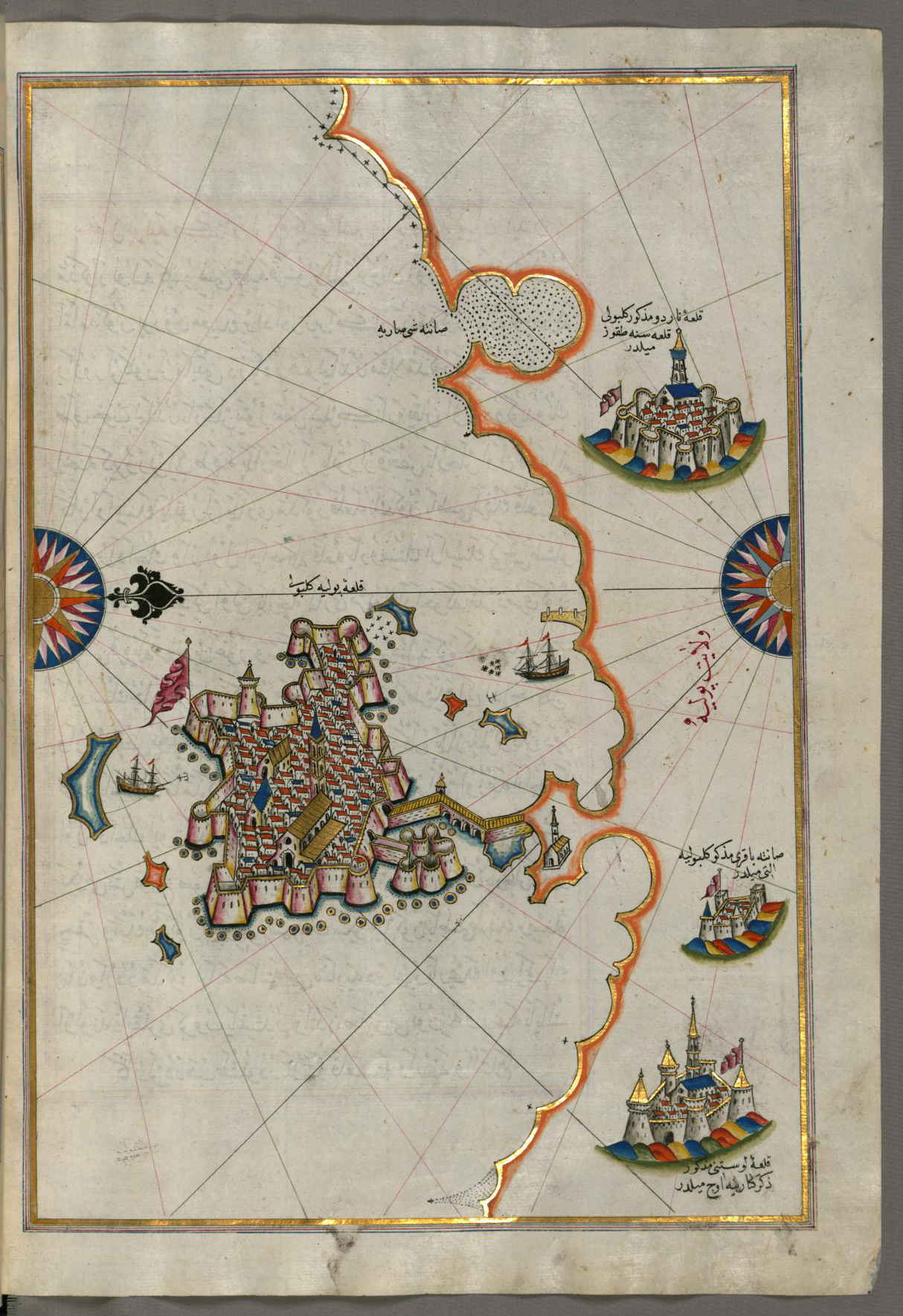
mappa di Gallipoli realizzata da Piri Reìs

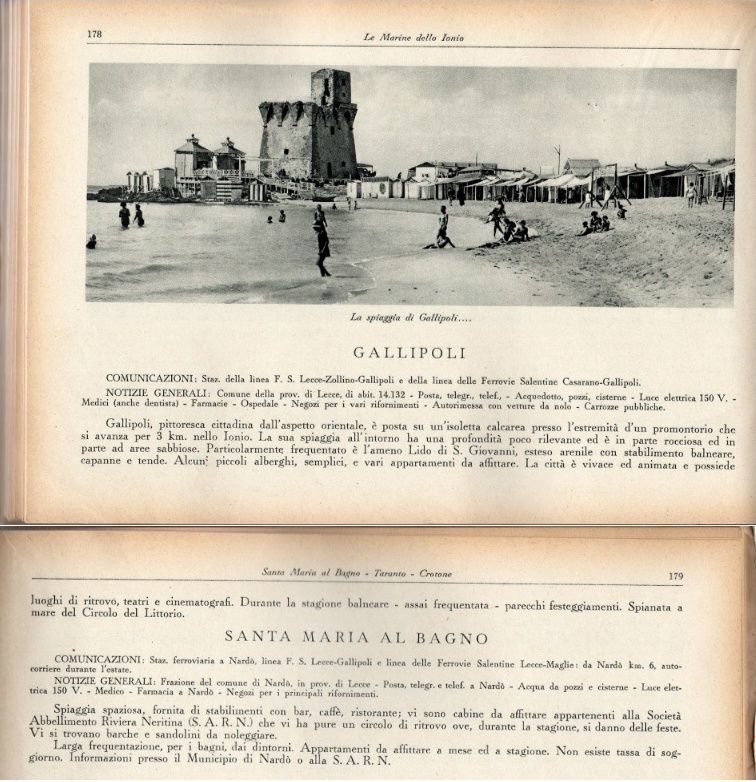
Guida Pratica ai Luoghi di Soggiorno e di Cura in Italia, edizione del 1933

L'economia della città di Gallipoli si basava nei tempi passati sul commercio internazionale di olio e vino e sulla produzione industriale delle botti e del sapone. A partire dal Seicento, Gallipoli e il suo porto ebbero un'importanza fondamentale per il commercio dell'olio lampante. Dal suo porto partivano navi cariche di olio verso tutto il mondo. Tuttora risiedono in città i discendenti di famiglie genovesi, sarde, veneziane e napoletane di commercianti di olio che si spostarono a Gallipoli come gli Spinola, i Vallebona, i Calvi, ecc.
Gran parte dell'olio prodotto o depositato nelle cisterne veniva venduto a Paesi esteri, i quali avevano rappresentanza in Gallipoli con propri vice consolati. In Gallipoli si ebbero fino al 1923 i consolati esteri di molte nazioni europee: Austria, Danimarca, Francia, Inghilterra, Impero ottomano, Paesi Bassi, Portogallo, Prussia, Russia, Spagna, Svezia e Norvegia, Turchia.
L'economia del comune si basa essenzialmente sulle attività turistiche e sulla pesca, ed è spesso citata anche a livello internazionale come una riconosciuta e attrezzata destinazione per il turismo LGBT.

## Infrastrutture e trasporti

### Strade
Le principali direttrici stradali di Gallipoli sono:
- Strada statale 101; Gallipoli - Lecce
- Strada statale 274; Santa Maria di Leuca - Gallipoli

Il comune è inoltre raggiungibile da una rete di strade provinciali che comprende la SP 52 Gallipoli-Sannicola, la SP 282 Gallipoli-Alezio, la SP 108 Gallipoli-Santa Maria al Bagno, la SP 200 Gallipoli-Baia Verde e la SP 361 Gallipoli-Maglie.

### Ferrovie
La città è facilmente raggiungibile su ferro grazie ai numerosi collegamenti ferroviari espletati da Ferrovie del Sud Est nell'ambito del contratto stipulato con la Regione Puglia.
La stazione principale è quella di Gallipoli, posta sulle linee Lecce-Gallipoli (linea 5) e Casarano-Gallipoli (linea 4), e ubicata nella centralissima piazza G. Matteotti; all'interno del territorio comunale sono presenti inoltre le fermate di Gallipoli via Agrigento (sulla linea 5), Gallipoli via Salento (sulla linea 4; a servizio della zona Lungomare) e Gallipoli Baia Verde (sulla linea 4; a servizio dell'omonima località balneare).
A queste si aggiunge la fermata di Gallipoli Porto all'interno del centro storico; questa stazione risulta attualmente attiva solo per scopi turistici. 

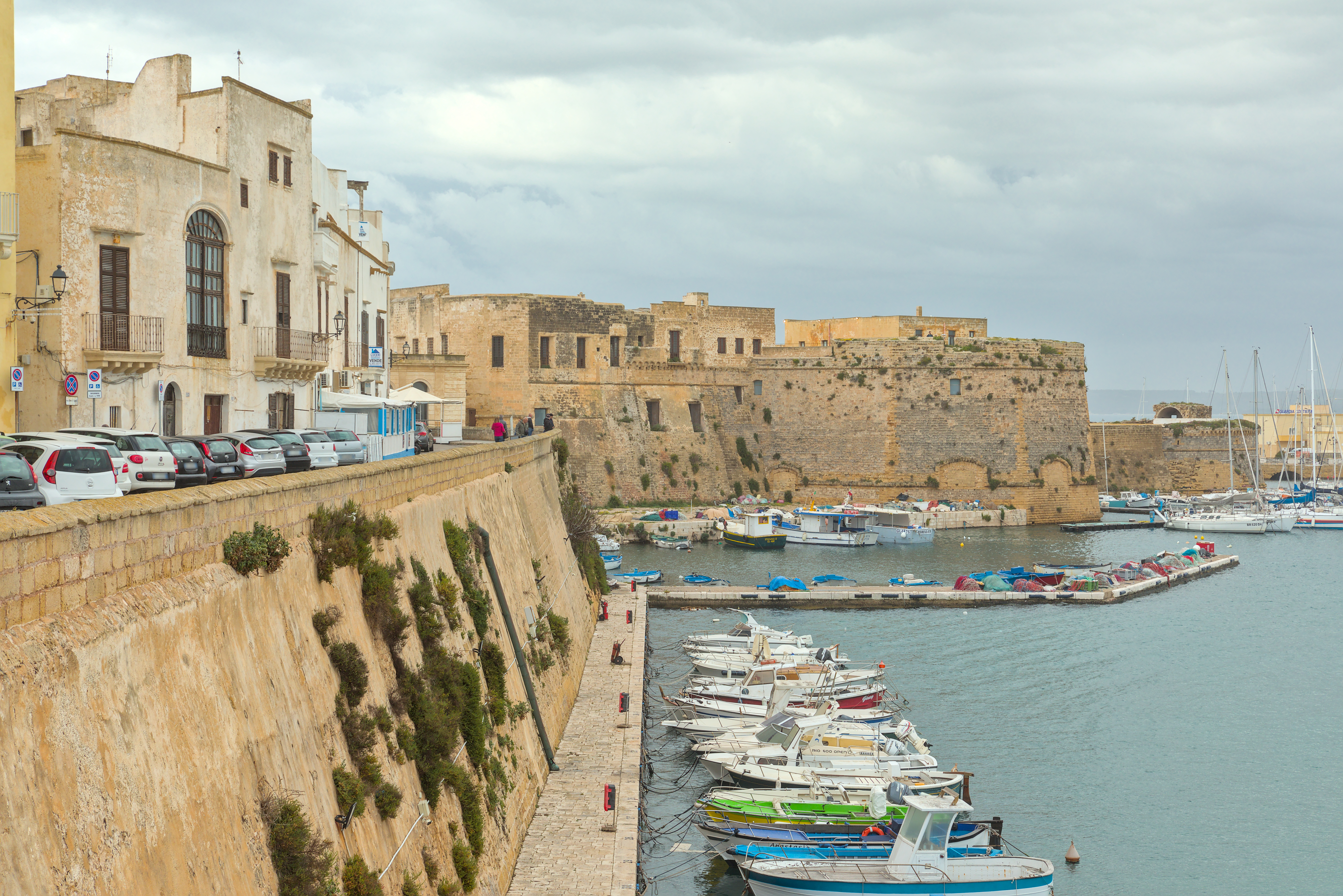
Porto Peschereccio e castello

### Porti
A Gallipoli sono presenti 2 porti: uno antico nei pressi della fontana Greca e uno mercantile nella città vecchia.

### Mobilità urbana
I trasporti urbani di Gallipoli vengono svolti con servizi regolari di autobus gestiti dalla Autoservizi Chiffi s.r.l.

## Amministrazione

Il sindaco Mario Foscarini ed Enrico Berlinguer nell'aula consiliare di Palazzo Balsamo

| Periodo           | Periodo        | Primo cittadino               | Partito                       | Carica                                          | Note |
| ----------------- | -------------- | ----------------------------- | ----------------------------- | ----------------------------------------------- | ---- |
| 29 maggio 1988    | 16 luglio 1990 | Mario Foscarini               | PCI                           | sindaco                                         |      |
| 16 luglio 1990    | 28 giugno 1991 | Flavio Fasano                 | PDS                           | sindaco                                         |      |
| agosto 1991       | novembre 1991  | Roberto Piro                  | Democrazia cristiana          | sindaco                                         |      |
| settembre 1991    | novembre 1991  | Camardella Cappetta De Simone |                               | Commissione straordinaria                       |      |
| novembre 1991     | dicembre 1993  | Madaro Cappetta De Simone     |                               | Commissione straordinaria                       |      |
| novembre 1993     | dicembre 1993  | Cappetta De Simone            |                               | Commissione straordinaria                       |      |
| 21 novembre 1993  | 25 luglio 1997 | Flavio Fasano                 | PDS                           | sindaco                                         |      |
| luglio 1997       | agosto 1997    | Nicola Prete                  |                               | Commissario prefettizio                         |      |
| agosto 1997       | novembre 1997  | Flavio Fasano                 |                               | Commissario prefettizio                         |      |
| luglio 2000       | luglio 2000    | Francesco Leopizzi            |                               | Commissario prefettizio                         |      |
| luglio 2000       | maggio 2001    | Francesco Leopizzi            |                               | Commissario prefettizio                         |      |
| 13 maggio 2001    | 30 maggio 2006 | Giuseppe Venneri              | Forza Italia                  | sindaco                                         |      |
| 28 maggio 2006    | 24 luglio 2007 | Vincenzo Barba                | Centro-destra - Liste civiche | sindaco                                         |      |
| luglio 2007       | aprile 2008    | Angelo Trovato                | -                             | commissario prefettizio                         |      |
| 13 aprile 2008    | 30 giugno 2011 | Giuseppe Venneri              | PdL                           | sindaco                                         |      |
| giugno 2011       | settembre 2011 | Biagio De Girolamo            | -                             | Commissario prefettizio - Viceprefetto Vicario  |      |
| settembre 2011    | settembre 2011 | Biagio De Girolamo            | -                             | Commissario prefettizio - Viceprefetto Vicario  |      |
| settembre 2011    | dicembre 2011  | Mario Ciclosi                 |                               | Commissario prefettizio                         |      |
| dicembre 2011     | maggio 2012    | Vincenzo Petrucci             |                               | Commissario prefettizio                         |      |
| 6 maggio 2012     | 31 agosto 2015 | Francesco Errico              | PD - Liste civiche            | Sindaco                                         |      |
| 1º settembre 2015 | 24 giugno 2016 | Guido Aprea                   |                               | Commissario prefettizio - Viceprefetto di Lecce |      |
| 25 giugno 2016    | 4 ottobre 2021 | Stefano Minerva               | PD -Liste civiche             | Sindaco                                         |      |
| 4 ottobre 2021    | in carica      | Stefano Minerva               | PD -Liste civiche             | Sindaco                                         |      |

Elenco sindaci dal 1484 al 1573:
- 1484: Costantino Specolizzi
- 1485: Antonio Sillari
- 1486: Carmine Specolizzi
- 1487: Antonio Assenti
- 1488: Nicola Specolizzi
- 1489: de Rataro Roberto
- 1490: Guglielmo Patitari
- 1491: Bugito Assanti
- 1492: Luigi Gorgoni
- 1493: de Natali Roberto
- 1494: Antonio Sillari
- 1495: Isidoro Sillari
- 1496: Nicola Specolizzi
- 1497: Francesco Calò
- 1498: Alessio Gorgoni
- 1499: Bartolomeo Sermaci
- 1500: Nicola Specolizzi
- 1501: de Natali Roberto
- 1502: Cristallino Zifà
- 1503: Leonardo Gorgoni
- 1504: Francesco Calò
- 1505: Gabriel Sansonetti
- 1506: Angelo Assanti
- 1507: Gabriel Sansonetti
- 1508: Cristallino Zifà
- 1509: Cristallino Zifà
- 1510: Francesco Assanti
- 1511: Carlo Muzi
- 1512: Matteo Musarò
- 1513: Giacomo Sillari
- 1514: Giacomo Assanti
- 1515: Girolamo Scaglione
- 1516: Alfonso Calò
- 1517: Bartolomeo Sillari
- 1518: Pietro De Magistris
- 1519: Amato Lombardo
- 1520: Francesco Assanti
- 1521: Francesco Musarò
- 1522: Sebastiano Assanti
- 1523: Bonifacio Venneri
- 1524: Antonello Zacheo
- 1525: Carlo Scaglione
- 1526: Guglielmo Sansonetti
- 1527: Carlo Antonio Ruffo
- 1528: Cristoforo Assanti
- 1529: Francesco Musarò
- 1530: Giacomo Aragona
- 1531: Nicola Venneri
- 1532: Fausto Ruffo
- 1533: Galeotto Vivaldi
- 1534: Carlo Specolizzi
- 1535: Gisolerio Mazzucci
- 1536: Gabriele Nanni
- 1537: Gisorelio Mazzucci
- 1538: Girolamo Pirelli
- 1539: Gisorelio Mazzucci
- 1540: Leonardo Gorgoni
- 1541: Giacomo Aragona
- 1542: Nicola Specolizzi
- 1543: Bartolomeo Zacheo
- 1544: Antonio Rocci
- 1545: Filippo Gorgoni
- 1546: Gabriele Musarò
- 1547: Antonio Rocci
- 1548: Francesco Musarò
- 1549: Consalvo Occhilupo
- 1550: Guglielmo Camaldari
- 1551: Stefano da Galà
- 1552: Bernardo Specolizzi
- 1553: Filippo Gorgoni
- 1554: Benedetto De Magistris
- 1555: Alfonso Deletto
- 1556: Paolo Venneri
- 1557: Alfonso Deletto
- 1558: Bernardo Specolizzi
- 1559: Paolo Venneri
- 1560: Nunzie Zacheo
- 1561: Giovanni Abatizio
- 1562: Tiberio Barba
- 1563: Antonio Valdelarano
- 1564: Pandolfo Calella
- 1565: Francesco Valdelerano
- 1566: Tiberio Barba
- 1567: (?)
- 1568: Pietro Abatizi
- 1569: Antonio Valdelerano
- 1570: Silvio Zacheo
- 1571: Sancio Rossi
- 1572: Pietro Abatizi
- 1573: Pandolfo Calello

### Gemellaggi
- Monfalcone,[81][82][83][84] dal 1999[85][86]
- Betlemme,[81][87][88][89] dal 29 settembre 2008[87]

## Sport

### Calcio

La squadra di calcio del Gallipoli nella stagione 1976-1977

Con il fallimento del Gallipoli Football 1909 nel giugno del 2023, attualmente nel comune hanno sede due società di calcio: l'A.S.D. Città di Gallipoli (precedentemente Fiamma Jonica Gallipoli), militante in Serie D, e l'A.S.D. Kalè Polis, società nata nell'estate del 2020, che giocano entrambi le proprie partite di casa allo stadio Antonio Bianco.

### Quidditch babbano
Nel 2016 la città ha ospitata la quarta edizione dell'European Quidditch Cup.

### Impianti sportivi
A Gallipoli è presente lo stadio comunale Antonio Bianco, costruito nel 1969, che ha una capienza di 4 368 posti.
Nel 2021 è stata posta la prima pietra per la costruzione di una tensostruttura sportiva, in zona quartiere San Gabriele.